# Westgondwana

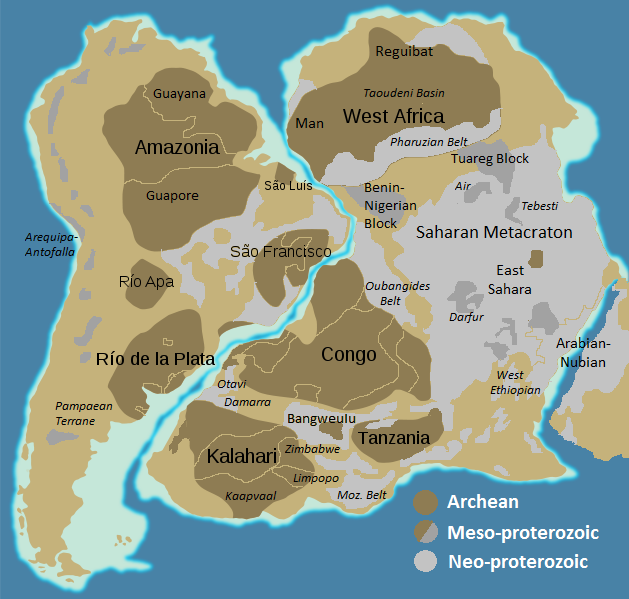
Karte Westgondwanas mit afrikanischen und südamerikanischen Kratonen und Orogenen

Westgondwana war der westliche Bestandteil des Großkontinents Gondwana. Er bestand aus Kontinentalmassen, die während der Pan-Afrikanischen Orogenese und der Brasiliano-Orogenese zu den afrikanischen und südamerikanischen geologischen Einheiten zusammengefügt wurden. Beide Orogenesen werden auch als Pan-Afrikanische-/Brasiliano-Orogenese bezeichnet, da sie tektonische Einflüsse aufeinander ausübten. Sie erfolgten zeitlich zwischen ca. 1000 und 480 mya. Der damalige Kontinent Afrika nahm dabei eine zentrale paläogeographische und geologische Schlüsselposition ein, an der auch der Zusammenschluss mit Ostgondwana zu Gondwana erfolgte.
Um 100 mya trennten sich die beiden geologischen Einheiten wieder, woraus letztlich die heutigen Kontinente Afrika und Südamerika hervorgingen.
Hinweis: Sofern nicht anders vermerkt, beziehen sich die hier aufgeführten Bezeichnungen für die paläogeographischen, geologischen, klimatischen und sonstigen Merkmale der Kontinente und Ozean auf die jeweils behandelten Zeiträume.

## Erdgeschichtliche Situation vor Westgondwana

Hypothetische Paläogeographie Columbias um 1590 mya

Die Formierung Westgondwanas basiert auf plattentektonischen Vorgängen globalen Ausmaßes, beginnend mit dem Auseinanderbrechen von Lithosphärenplatten (Kontinentalplatten) und dem Öffnen von intra-kontinentalen Grabenbrüchen und Ozeanbodenspreizungen bis hin zum Schließen der sich gebildeten Ozeane bzw. Meere mit subduktionsbedingten Orogenbildungen. Diese Prozesse, die dem Wilson-Zyklus entsprechen, lassen sich mindestens zurückverfolgen bis zum Mesoproterozoikum mit dem ca. 1800 Millionen alten hypothetischen Superkontinent Columbia, in dem bereits frühe Kontinentalmassen von Westgondwana mit dem Kalahari-Kraton, dem Westafrika-Kraton und Amazonia-Kraton vorhanden waren.
Nach dem Zerfall Columbias führten verschiedene Orogenesen zwischen 1300 und 900 mya zur Bildung Rodinias, dessen Kontinentalmassen sich schwerpunktmäßig südlich des Äquators bis zum Südpol gruppierten. Rodinia war vom Mirovia-Ozean umgeben. Ab 825 mya bildeten lang andauernde, großräumige Plumes kontinentale Grabenbrüche und weit verbreitete Ozeanbodenspreizungen, die zwischen 780 und 550 mya zur Fragmentierung Rodinias führten.
Die Lithosphärenplatten, die später zu Afrika zusammengefügt wurden, umfassten mehrere größere archaische bis proterozoische kratonisierte Kerne: den Westafrika-Kraton, den Sahara-Metakraton, den Kongo-Kraton, der noch vor Rodinia mit dem São Francisco-Kraton verbunden war (abgekürzt Kongo-SF), den Tansania-Kraton und den Kalahari-Kraton mit dem Kaapvaal-Kraton, dem Simbabwe-Kraton und dem paläoproterozoischen Faltengürtel. Hinzu kommen einige kratonisierte Krustenblöcke, wie der Bangweulu-Block, der Benin-Nigeria-Schild und der Tuareg-Schild.
Die Kontinentalplatten, aus denen später Südamerika hervorging, bestanden insbesondere aus den paläoarchaischen Kratonen Amazonia, São Francisco (als Teil des Kratons Kongo-SF) und Rio de la Plata. Des Weiteren existierten kleinere Terrane, wie die Paranapanema-, die Rio Apa-, Nico Perez, Apiaí-, Luiz Alves- und Parnaíba- Mikroplatten sowie das Goiás-Massiv.

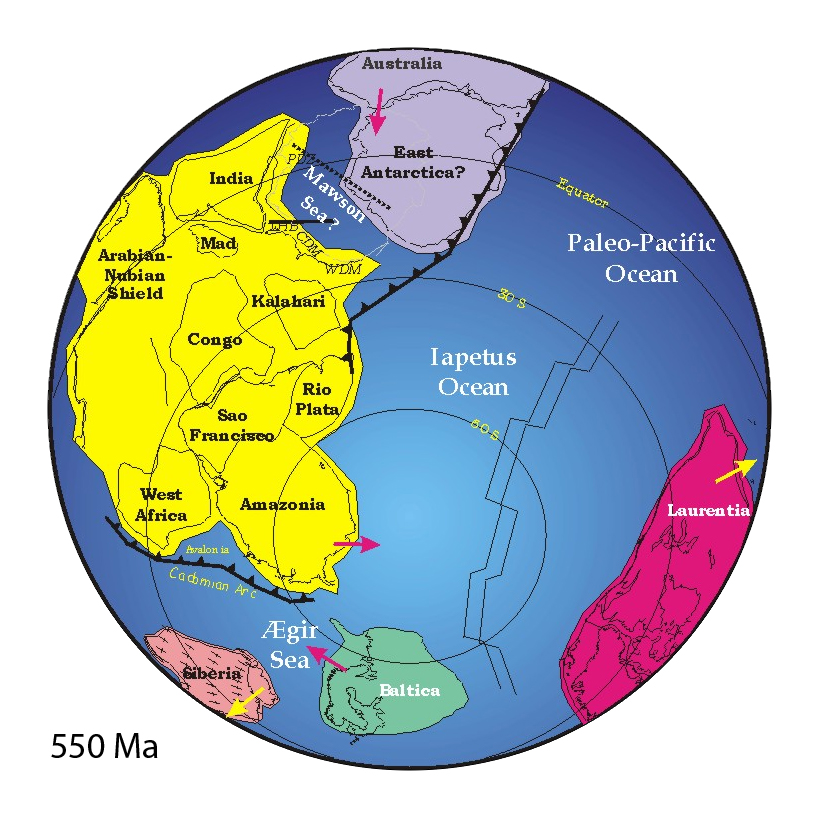
Der Iapetus-Ozeans zwischen den Kontinenten Laurentia und Westgondwana vor 550 mya

Der Zerfall Rodinias war auch verbunden mit der Öffnung neuer Ozeane und teilweiser Schließung des Mirovia-Ozeans. In dem hier betrachteten Kontext öffnete sich zuerst der Puncoviscana-Ozean von 750 bis 700 mya zwischen Laurentia und West-Amazonia. Es folgte die Öffnung des Iapetus-Ozeans zwischen Laurentia und Baltica im Zeitraum von 590 bis 550 mya.
Zwischen den westgondwanischen kontinentalen Bruchstücken hatten sich insbesondere folgende Ozeane bzw. Meere geöffnet:
- Der Mosambik-Ozean (Mozambique Ocean)[22] erstreckte sich zwischen den östlichen Rändern des Sahara-Metakratons, Kongo-SF-Kratons und Kalahari-Kratons einerseits und den westlichen Rändern von Groß-Indien und Ostantarktika.
- Der Khomas-Ozean[23] bzw. das Khomas-Meer, war ein Grabenbruch mit Ozeanbodenspreizung im Khomas-Trog zwischen dem Kongo-SF-Kraton, Tansania-Kraton und Kalahari-Kraton.
- Der Pharusische Ozean[24] separierte den Westafrika-Kraton vom Sahara-Metakraton.
- Der Adamstor-Ozean[25] lag zwischen den Kratonen Kongo-SF und Kalahari einerseits sowie dem Río de la Plata-Kraton, der Luís Alves-Mikroplatte[26] und der Adamastoria-Arachania-Encantades-Mikroplatte[27] andererseits.
- Der Brazilide-Ozean[28] trennte den Amazonia-Kraton vom Paranapanema-Block.
- Der Goianides-Ozean[29] breitete sich zwischen dem Kraton Kongo-SF und Paranapanema Block aus.
- Der Goiás-Ozean[30] öffnete sich zwischen dem Amazonia-Kraton einerseits und den Rio de la Plata- und Kongo-SF-Kratonen andererseits.
- Der Chaurra-Ozean[31] trennte den Rio de la Plata-Kraton von der Nico Perez-Mikroplatte.
- Der Clymene-Ozean[32] befand sich zwischen dem Amazonia-Kraton einerseits und den Rio de la Plata-, Kongo-SF- und Westafrika-Kratonen andererseits.

## Formierung Westgondwanas
Die geodynamische Formierung Westgondwanas lässt sich zurückverfolgen auf die Reorganisation von Fragmenten des zerfallenden Superkontinents Rodinia. In einem langwierigen und großräumigen Zyklus von tektonischen, magmatischen, metamorphen und sedimentären Prozessen mit Gebirgsbildungen bzw. Auffaltung bildeten sich orogene Gürtel unter Schließung von Ozeanen. Sie resultierten im Wesentlichen aus destruktiven plattentektonischen Kollisionsprozessen infolge von Subduktionen ozeanischer Krusten und Schließung der Ozeane und Meere. Die dabei entstandenen orogenen Gürtel trugen wesentlich zur Bildung Westgondwanas bei. Diese Orogene werden synonym auch als mobile Gürtel (mobile belts) bezeichnet im Gegensatz zu sehr alten, stabilen und meist kratonisierten Krustenblöcken.
Diese Prozesse können zusammengefasst werden in die Pan-Afrikanische Orogenese und die Brasiliano-Orogenese. Erstere Orogenese vereinigte afrikanische, letztere südamerikanische Kratone bzw. Krustenblöcke. Beide werden zusammengefasst als Pan-Afrikanisch-Brasiliano-Orogenese bezeichnet. Der Kontinent Afrika nahm eine geographische und geologische zentrale Position ein, an dem auch der Zusammenschluss mit Ostgondwana erfolgte.

### Pan-Afrikanische Orogenese

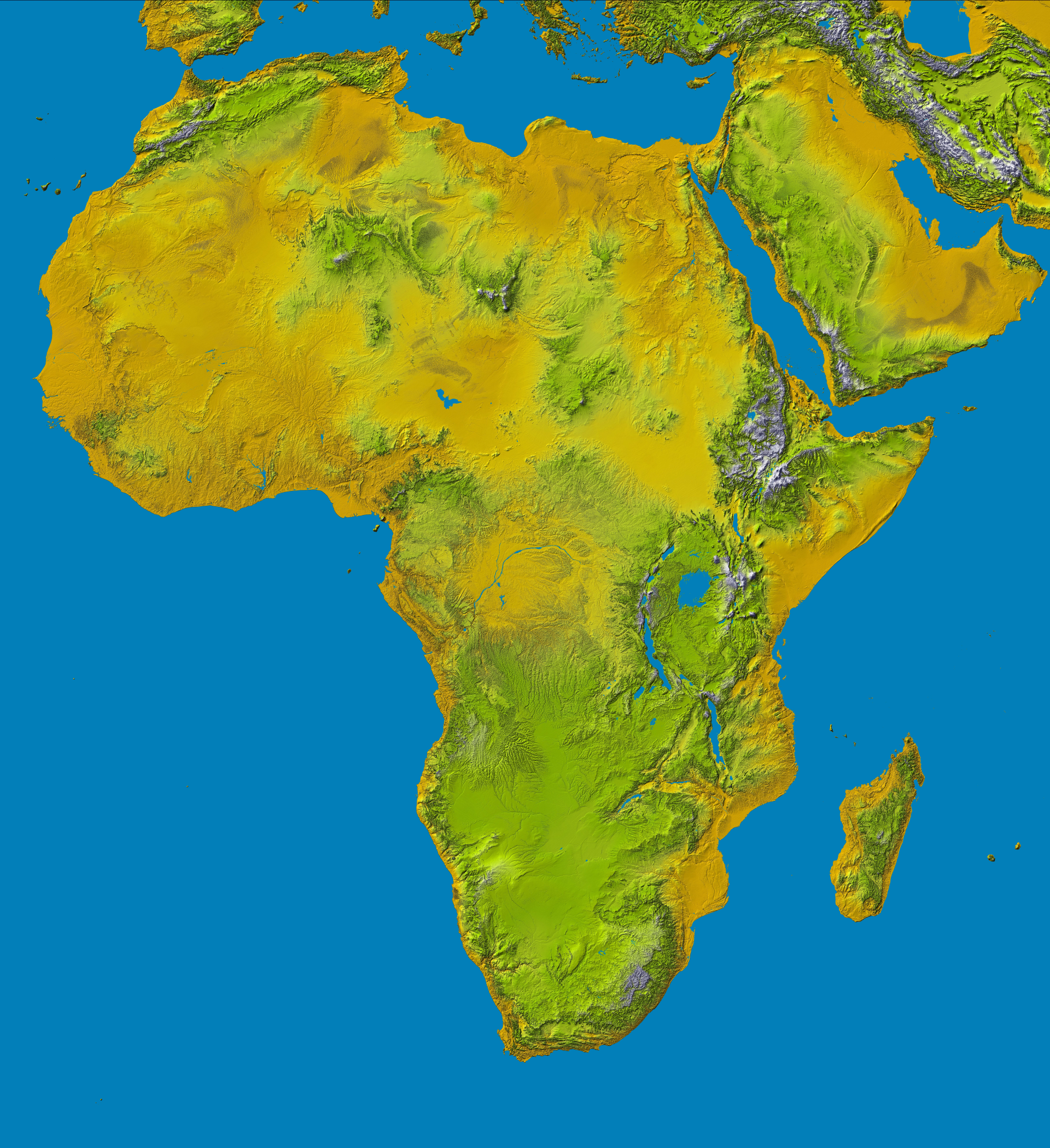
Topografie des heutigen Afrikas

Die Pan-Afrikanische Orogenese umfasst die gebirgsbildenden Prozesse im östlichen Teil Westgondwanas. Sie erzeugte zwischen 890 und 539 mya die zentrale und größte zusammenhängende Kontinentalmasse Westgondwanas, aus der das heutige Afrika hervorging.

#### Gürtel Ostafrikas

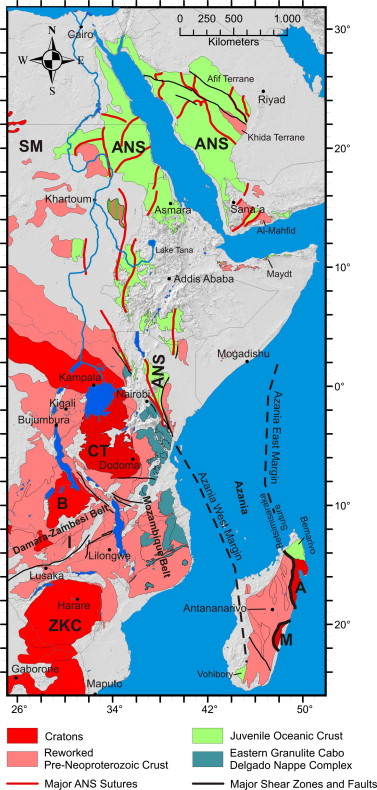
Krustendomänen im Ostafrikanische Orogen
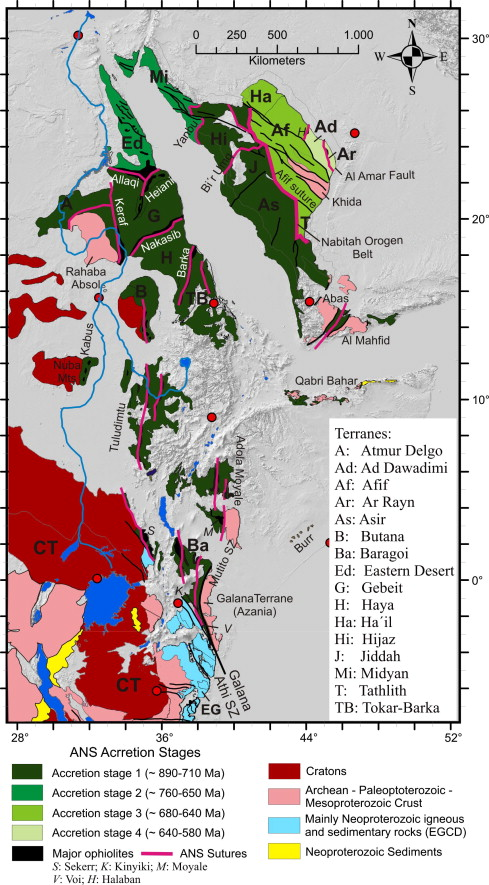
Arabisch-Nubischer Schild mit Krustendomainen und -akkretionsalter
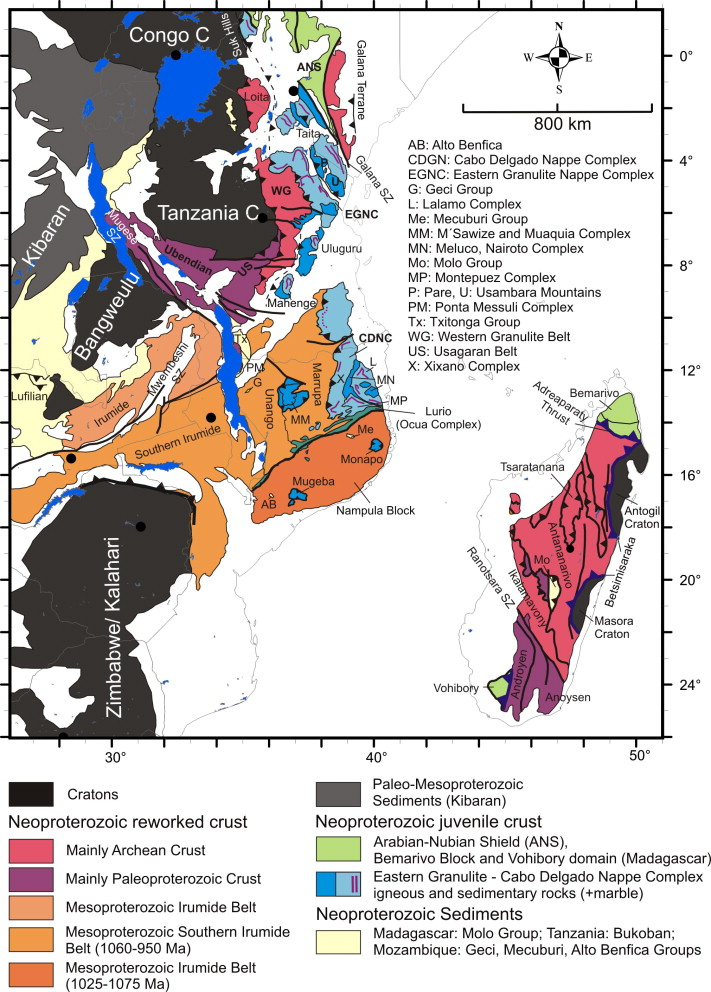
Mosambik-Gürtel mit Krustendomainen und -alter

- Der Gürtel Ostafrikas dominiert das Ostafrikanische Orogen. Es war der größte Orogenkomplex, das sich vom Neoproterozoikum bis zum frühen Kambrium entwickelte. Es verläuft mit einer Länge von etwa 6000 km in Nordsüd-Richtung im Osten vom heutigen Afrika und im angrenzenden Teil Vorderasiens, beginnend im Süden Israels bis nach Mosambik. Es umfasst den Arabisch-Nubischen Schild, den Mosambik-Gürtel und große Bereiche von Madagaskar als Bestandteil Groß-Indiens. Während der Schließung des Mosambik-Ozeans kollidierten diese zwischen 890 und 580 mya mit dem westlich liegenden Sahara-Metakraton und dem südlich anschließenden Tansania-Bangweulu-Kraton. Von 600 bis 500 mya stieß Groß-Indien mit dem zuvor gebildeten Orogen während der Malagasy-Orogenese[33] zusammen. Abschließend trat zwischen 600 und 480 mya eine post-orogene Dehnungsphase ein.

#### Transkontinentale Gürtel Südafrikas

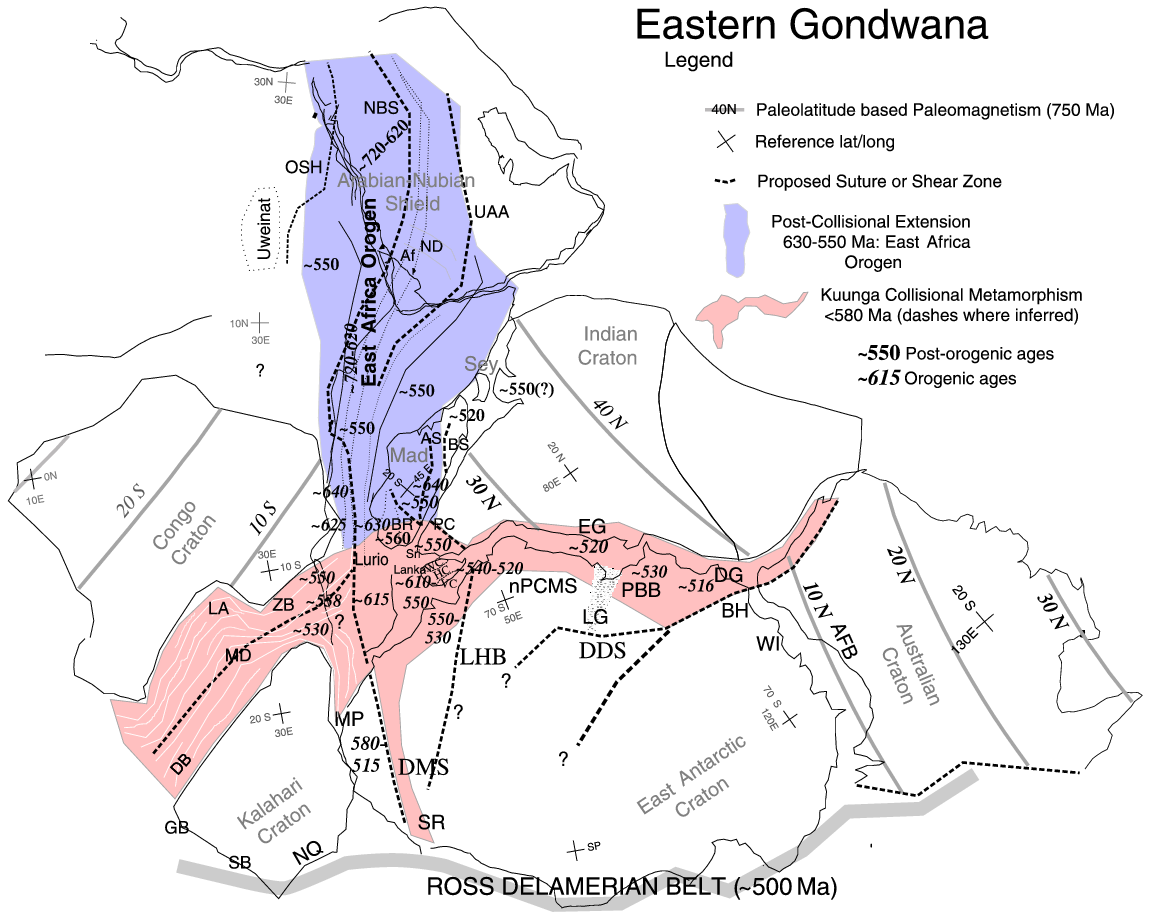
Verlauf des Kuunga-Orogens, rot markiert

Im südlichen Bereich Afrikas verlaufen transkontinentale Gürtel in nahezu Ostwest-Richtung. Sie erstrecken sich von Mosambik-Gürtel bis hin zur Ostküste des Südatlantiks mit einer Länge von ca. 2000 km. Die Orogenese dieser Gürtel kann dem afrikanischen Abschnitt der Kuunga-Orogenese zugeordnet werden, die sich um 530 mya ereignete und auf die Kollision von Ostantarktika mit Ostafrika und Groß-Indien zurückzuführen ist:
- Der Sambesi-Gürtel erstreckt sich vom südlichen Sambia bis zum nördlichen Simbabwe, wo er an den Mosambik-Gürtel anschließt. Geologisch wird er im Norden begrenzt durch den Kraton Kongo-SF und im Süden durch den Simbabwe-Kraton. Ab mya bildeten sich intra-kontinentale aulakogene, nicht zu Ozeanbodenspreizungen führende Grabenbrüche, die zum Khomas-Ozean wurden. Vor 670 mya begann deren Schließung, die während der Kuunga-Orogenese zwischen 557 und 555 mya mit der Kollision der Kratone weitgehend abgeschlossen war. Die Geosutur der Mwembeshi Shear Zone[35] entwickelte sich. Sie trennt u. a. den Sambesi-Gürtel vom Lufilian-Bogen.
- Der Lufilian-Bogen verläuft vom Nordwesten von Sambia bis zum östlichen Angola. Umgeben ist er nördlich vom Kraton Kongo-SF und Bangweulu-Block sowie südlich vom Kalahari-Kraton. Die geologische und zeitliche Entwicklung des Lufilian-Bogens verlief ähnlich wie die des Sambesi-Gürtels. Die orogene Phase erstreckte sich zeitlich von 800 bis 540 mya. Während der Kuunga-Orogenese unterlag dieser Bogen um 530 mya weiteren Deformationen. Teil des Lufilian-Bogens ist der Copperbelt mit bedeutenden Vorkommen an Kupfer-, Cobalt- und anderen Erzen.

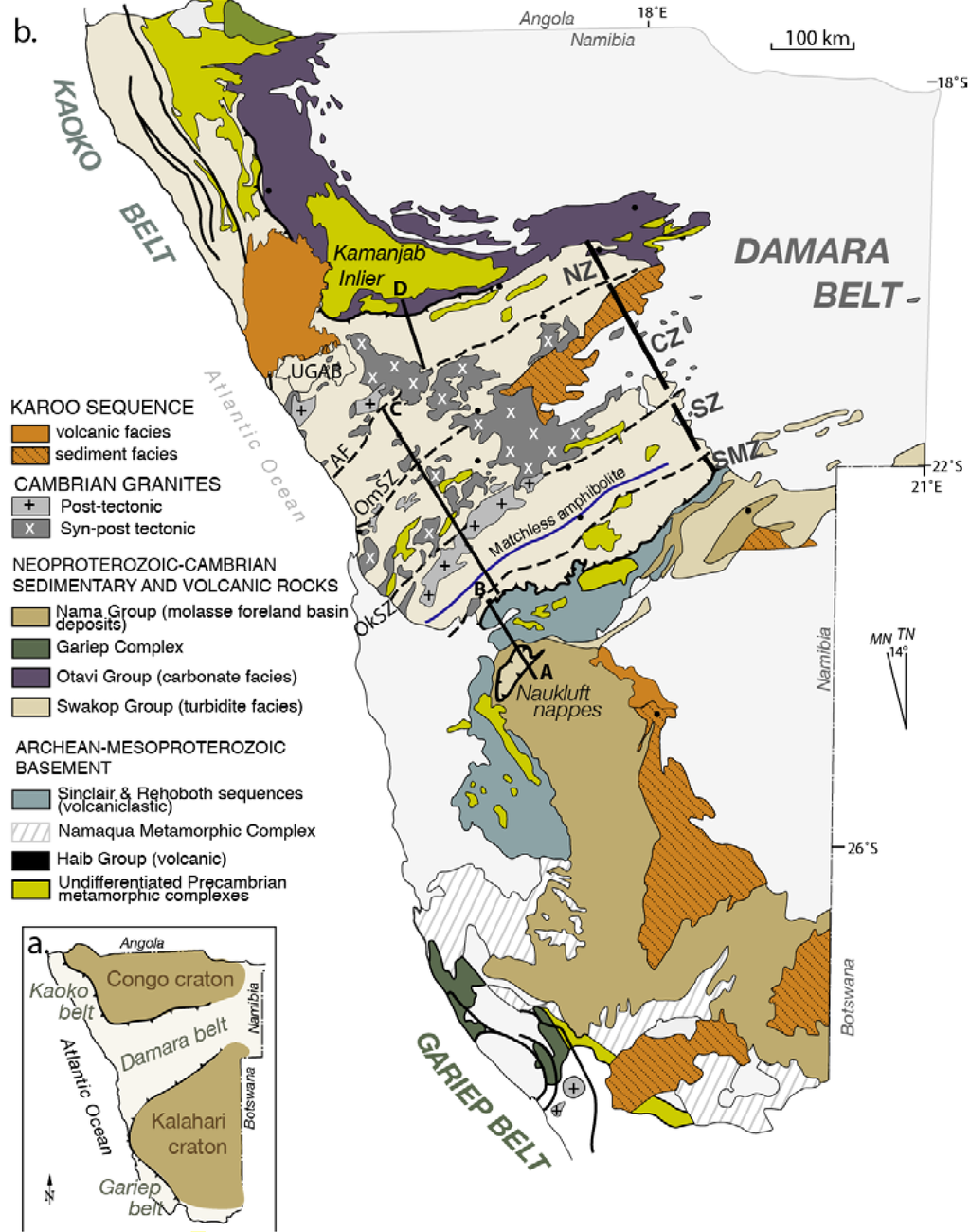
Damara-Orogen mit Damara-Gürtel, Kaoko-Gürtel und Gariep-Gürtel
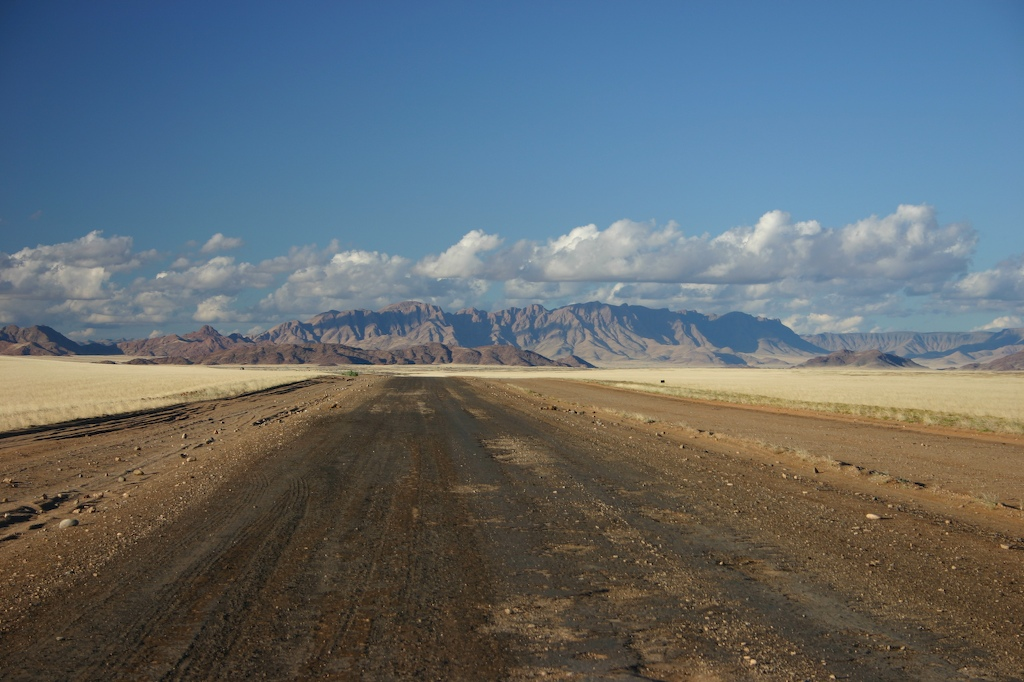
Naukluftberge

- Der Damara-Gürtel schließt südlich an den Kaoko-Gürtel an und kann von der Ostküste des Südatlantiks bis ins Landesinnere von Namibia nach verfolgt werden. Östlich wird er von jüngeren Sedimenten der Kalahari bedeckt. An der Atlantikküste reicht der nördliche Bereich bis zur Kunene-Region, im Süden bis zur namibischen Stadt Lüderitz in der Region ǁKaras. Der Damara-Gürtel erstreckt sich zwischen dem südwestlichen Bereich des Kratons Kongo-SF und dem nordwestlichen Rand des Kalahari-Kratons. Zwischen beiden bildete sich der Khomas-Ozean aus, der zwischen 595 und 540 mya wie der Adamastor-Ozean wieder geschlossen wurde. Diese Kollisionsphase des Khomas-Ozeans wird der Kuunga-Orgenese zugeordnet. Der Matchless Amphibolit Members[36] im Khomas-Ozeans dokumentiert eine Ozeanbodenspreizung. Sie steht vermutlich in Verbindung mit der Mwembeshi-Scherzone im Sambesi-Gürtel und im Lufilian-Bogen. Um 496 mya wurde die Tektonische Decke der Naukluftberge auf den nördlichen Rand des Kalahari-Kratons aufgeschoben. Spätorogene Intrusionen ereigneten sich um 480 mya.

#### Gürtel Südwestafrikas
Entlang der Ostküste des Südatlantiks entwickelten sich orogene Gürtel, die mit der Öffnung und der erneuten Schließung des Adamastor-Ozeans zwischen den Kratonen Kongo-SF und Kalahari einerseits und dem Río de la Plata-Kraton andererseits zusammenhängen. Dieser Ozean öffnete sich zwischen 780 und 640 mya, während die Schließung von 600 bis 590 mya erfolgte.

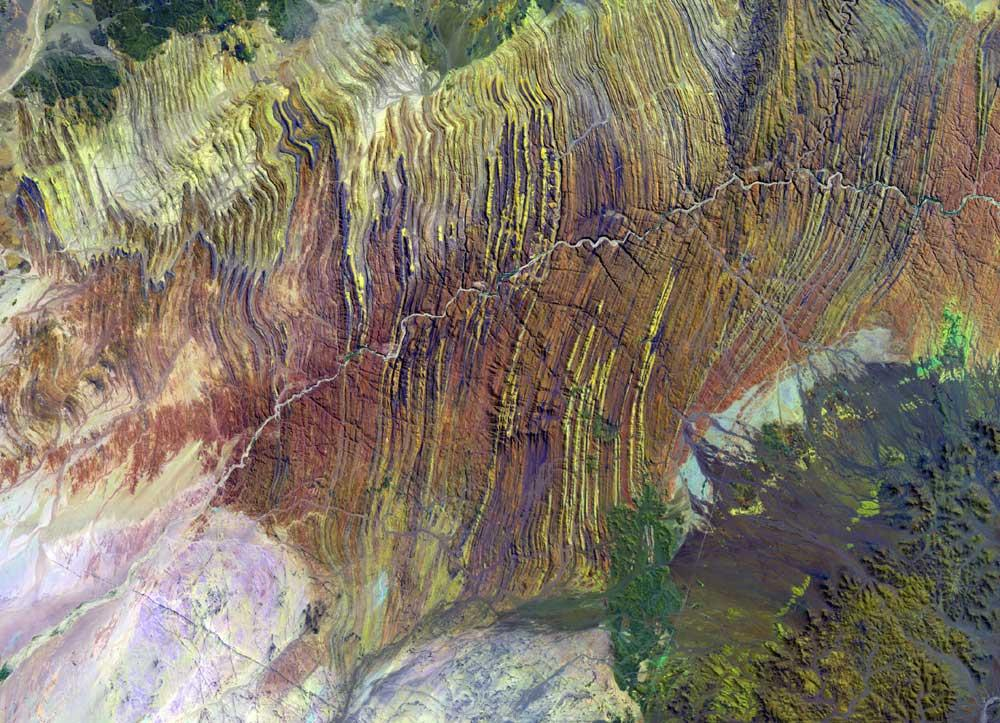
Falschfarben-Satellitenaufnahme eines Teils vom Zerrissene Turbidite System

- Der Kaoko-Gürtel erstreckt sich in quasi Nordnord-West-Richtung entlang der heutigen atlantischen Ostküste von der namibischen Kunene-Region bis nach Südwest-Angola. Er schließt nördlich an den Damara-Gürtel an. Mit der Schließung des Adamastor-Ozeans entstand mit dem Coastal-Terran ein Inselbogen-komplex, in dem zwischen 656 und 625 mehrere magmatische Ereignisse auftraten. Dieses kollidierte ab 580 mya mit dem Kraton Kongo-SF unter transpressiven Deformationen, Auffaltungen, Metamorphosen und Intrusionen, die bis 520 mya anhielten. Ein besonderes Merkmal ist das komplexe Zerrissene Turbidite System mit einem Alter zwischen 573 und 530 mya. Einige geologische Merkmale im Kaoko-Gürtel sind auch in den südamerikanischen Ribeira - und Dom Feliciano-Gürteln nachweisbar. Dies lässt auf eine gemeinsame tektonische Entwicklung schließen.
- Der Gariep-Gürtel schließt südlich an den Damara-Gürtel an und erstreckt sich etwa in Nordsüd-Richtung an der heutigen südatlantischen Ostküste vom namibischen Lüderitz bis Kleinzee im südlichen Afrika. Zwischen 780 und 740 mya brachen die Kratone Kongo-SF und Kalahari auseinander und beide lösten sich vom Río de la Plata-Kraton. Es öffnete sich der südliche Adamastor-Ozean. Mit der Schließung dieses Ozeans setzte die Orogenese des Gariep-Gürtels ein. Am südwestlichen Rand des Kalahari-Kratons bildete sich die parautochthone Port-Nolloth-Zone, während ab 580 mya das allochthone Marmora-Terran akkretierte. Die finalen Faltungs- und Überschiebungsvorgänge im Gariep-Gürtel fanden um etwa 545 mya während der Kollision des Kalahari-Kratons mit dem Río de la Plata-Kraton unter Ausbildung von Deformationen, Falten und Metamorphosen statt. Um 520 mya war der Gariep-Gürtel weitgehend kratonisiert. Ab 540 mya bildeten sich Molasseablagerungen im Nama-Vorlandbecken. Diese wurden um 507 von post-orogenen Intrusionen durchdrungen. Wirtschaftlich bedeutend ist insbesondere der Abbau von Diamanten und verschiedenen Erzen, wie z. B. Zink-, Blei-, Kupfer-Erze. Das Marmora-Terran korreliert mit der geologischen Entwicklung des südamerikanischen Dom Feliciano-Gürtels.

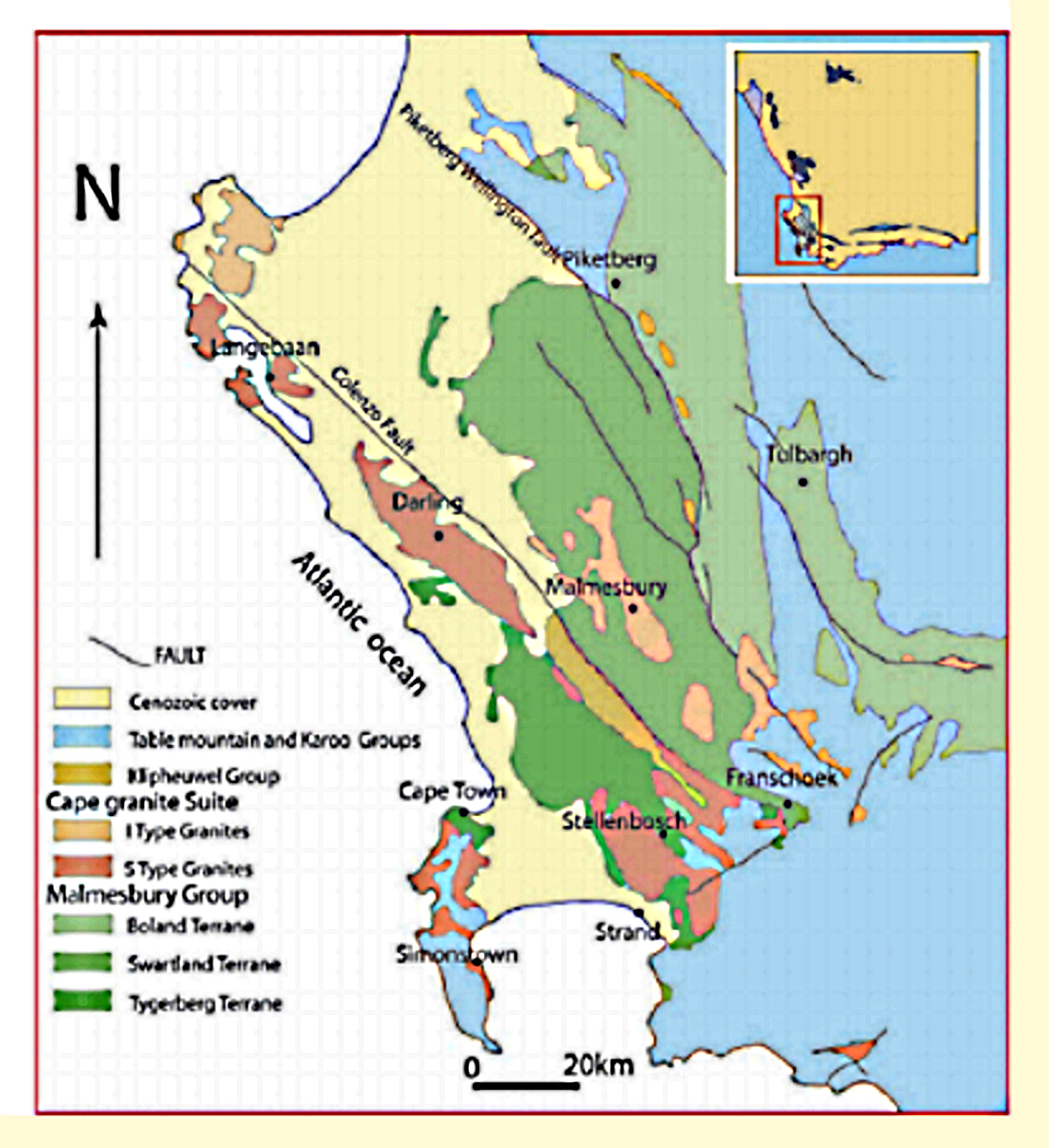
Geologische Karte des Saldania-Gürtels

- Der Saldania-Gürtel erstreckt sich mit einer Länge von ca. 190 km im Westkap am Atlantikrand südlich von Kapstadt bis nördlich bis zur St Helena Bay. Seine Breite beträgt ca. 110 km. Geologisch entwickelt sich dieser Gürtel auf dem südwestlichen Bereich des Kalahari-Kratons in einem Zeitraum von etwa 750 bis 510 mya. Die tektonische Evolution des Saldania-Gürtels lässt sich zurückverfolgen bis zu intra-kontinentale Grabenbrüche zwischen den seinerzeit noch verbundenen Kratonen Kalahari und Rio de la Plata. Es folgten Ozeanbodenspreizungen, die zur Ausbreitung des südlichen Adamastor-Ozeans führten. Mit dem Schließen dieses Ozeans entstand ein Akkretionskomplex, die sich auf und am Rand des Kalahari-Kratons bildeten. In diese intrudierten etliche voluminöse Batholithe. Zwei bedeutende Verwerfungen bzw. Scherzonen durchziehen den Saldania-Gürtel. Der Saldania-Gürtel hatte tektonischen Kontakt mit dem südamerikanischen Dom Feliciano-Gürtel.

#### Transkontinentale Gürtel Nordafrikas

Lage vom Sahara-Metakraton mit den umgebenden geologischen Krustenblöcken
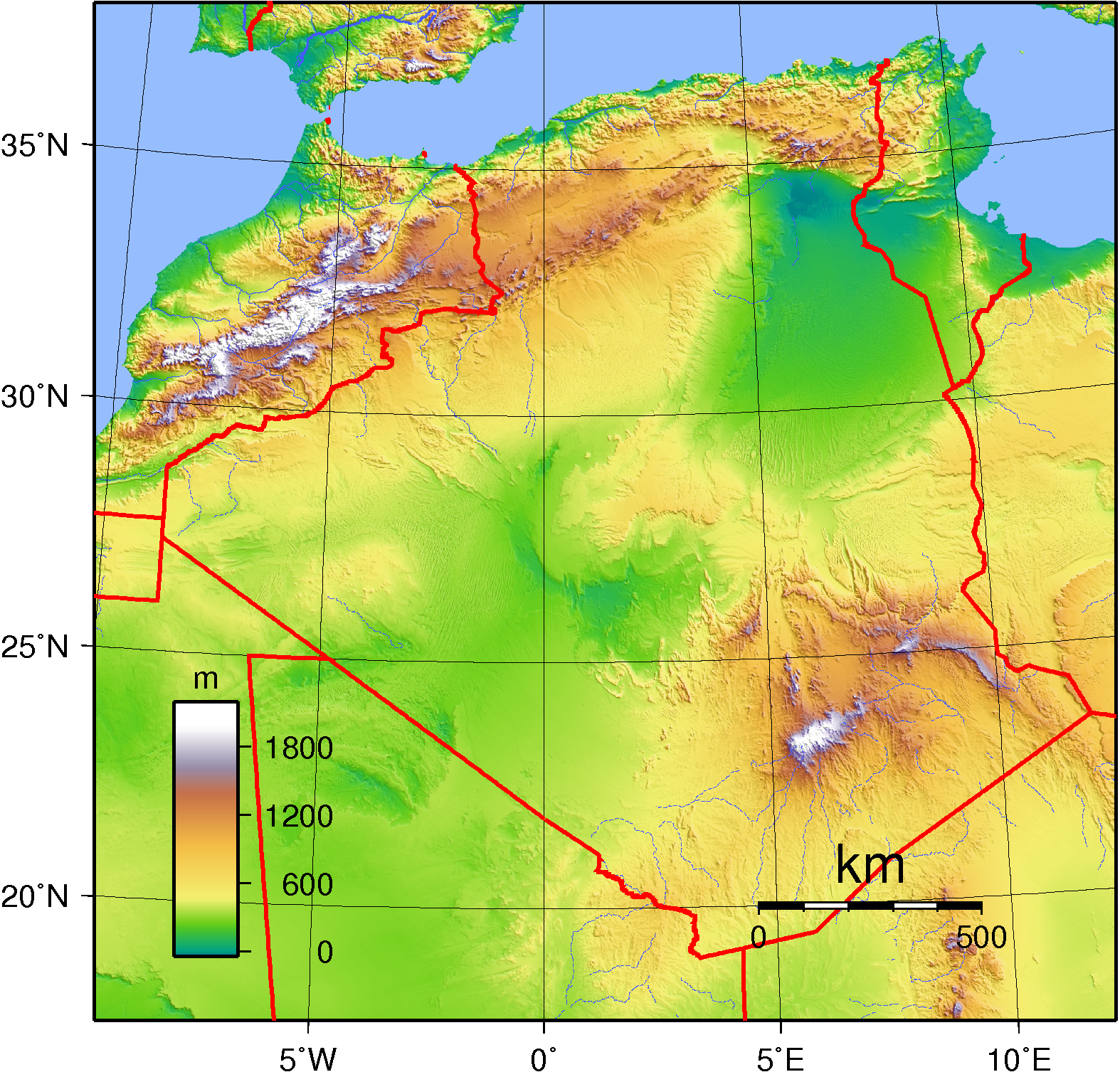
Topographie Algeriens mit dem Tuareg-Schild

Im nordwestlichen Bereich Afrikas entwickelte sich der Transsahara-Gürtel. Zwischen dem Ostrand des Westafrika-Kratons und der westlichen Flanke des Sahara-Metakratons breitete sich ab 800 mya der Pharusische Ozean, auch Transsahara-Ozean genannt, aus. Heute sind große Gürtelbereiche unter sedimentären Schichten der heutigen Sahara, der Sahelzone und anderen Gebieten verborgen. Der Transsahara-Gürtel wird unterteilt in den südwest/nordost verlaufenden Antiatlas-Gürtel, den in quasi Nordsüdrichtung ausgerichteten Pharusischen Gürtel und den südlich anschließenden Dahomeyide-Gürtel.

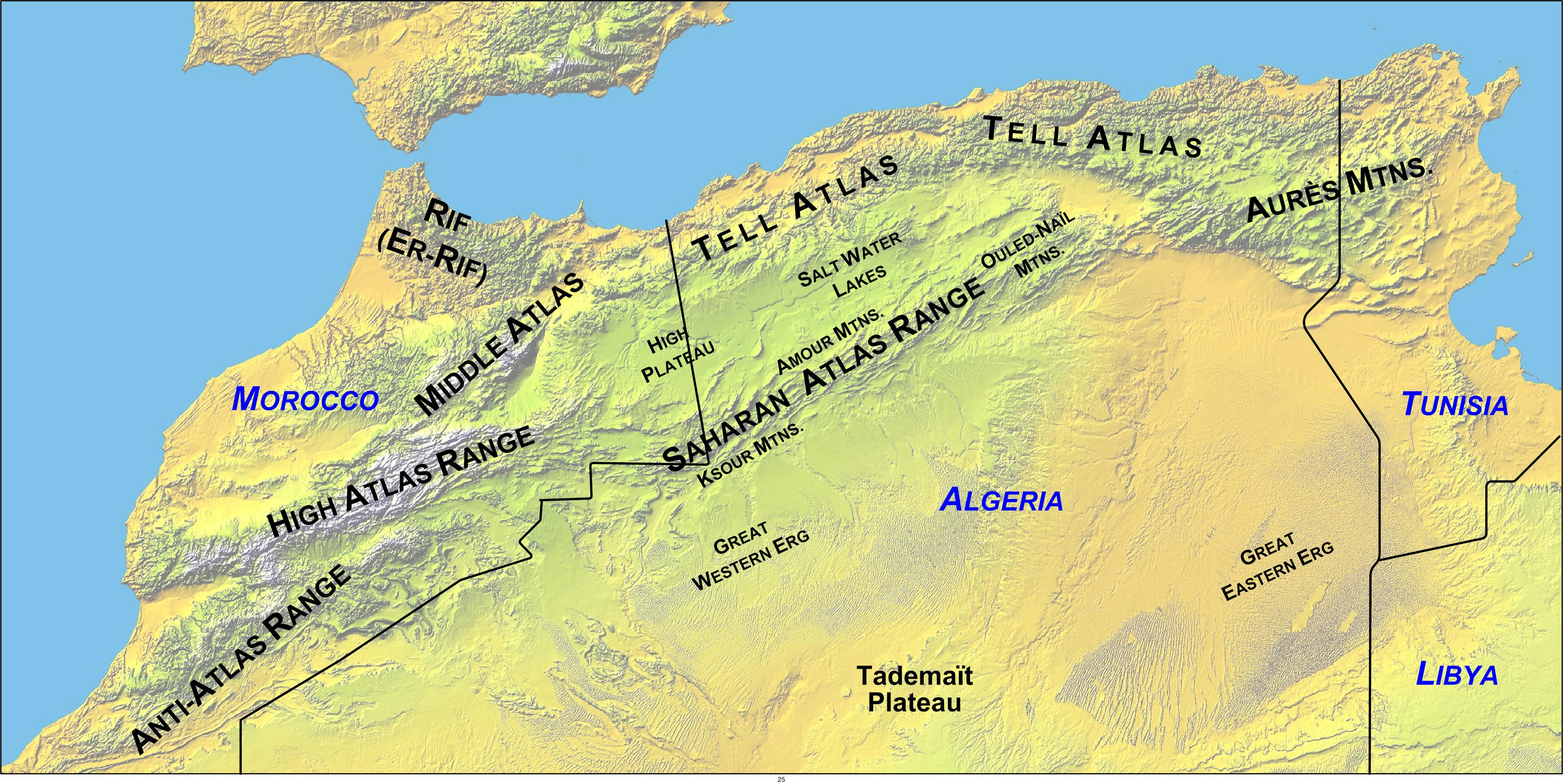
Atlas mit dem Antiatlas

- Der Antiatlas-Gürtel ist Bestandteil des nördlich und östlich vorgelagerten Atlas. Die geologische Entwicklung begann mit einer Grabenbruchphase um 788 mya sowie zwischen 750 und 700 mya mit der Ausformung eines Ozeanbecken zwischen dem Westafrika-Kraton und einer Festlandmasse (manchmal als Marokko-Kontinent bezeichnet). Dieser Ozean schloss sich von 660 bis 580 mya mit lokalen Ophiolith-Aufschiebungen sowie massiven magmatischen Ereignissen wieder. Zwischen 580 und 550 mya setzte während eines Dehnungsregimes der Zerfall der aufgefalteten Orogenstrukturen mit Ausbildung von Sedimentbecken sowie umfangreichen magmatischen und vulkanischen Aktivitäten ein.

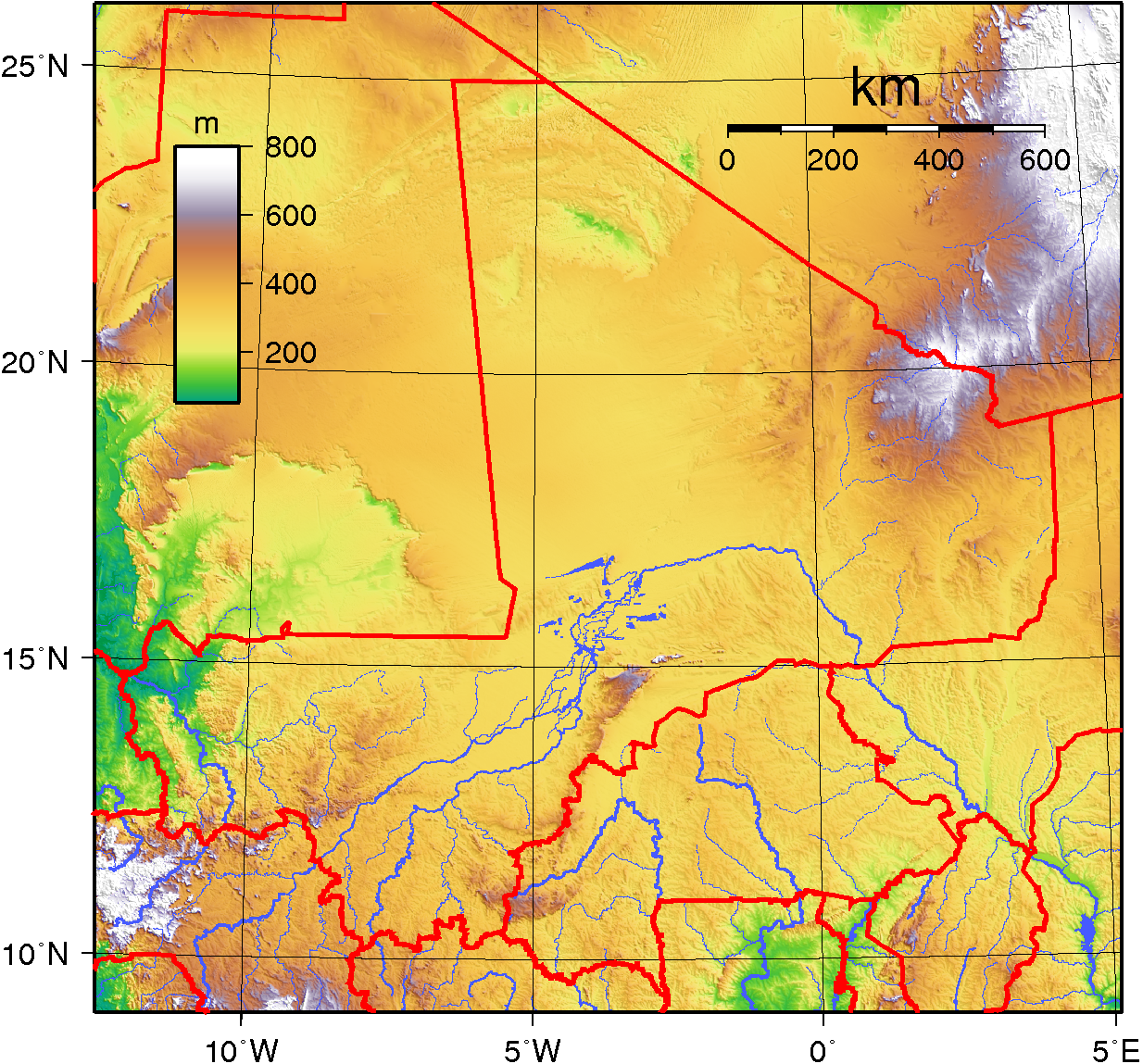
Topographie Malis mit dem Adrar des Ifoghas im Nordosten
Region Adrar des Ifoghas im Südwesten von Algerien und Osten von Mali
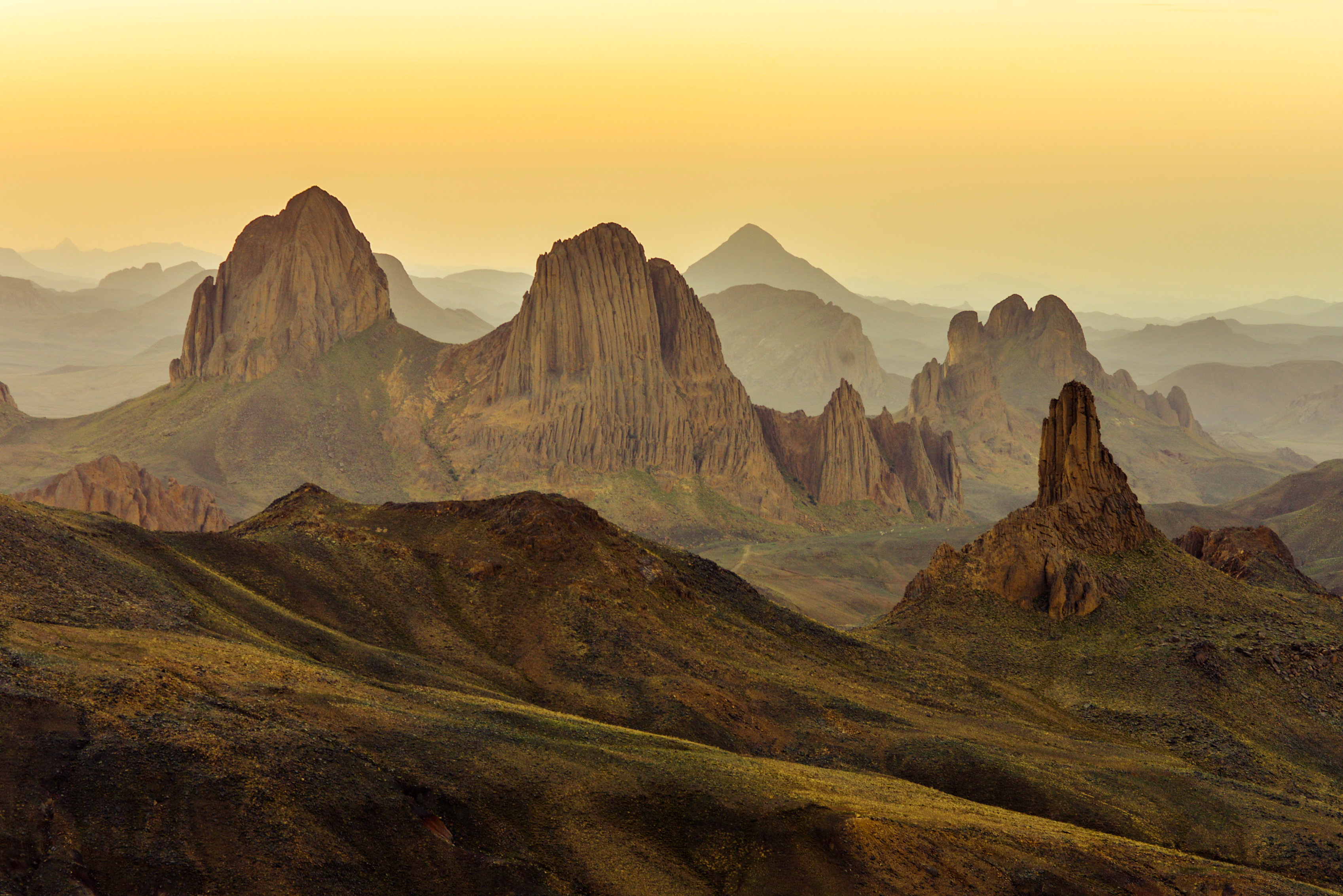
Gebirge des Ahaggars im Nationalpark Ahaggar im Süden von Algerien
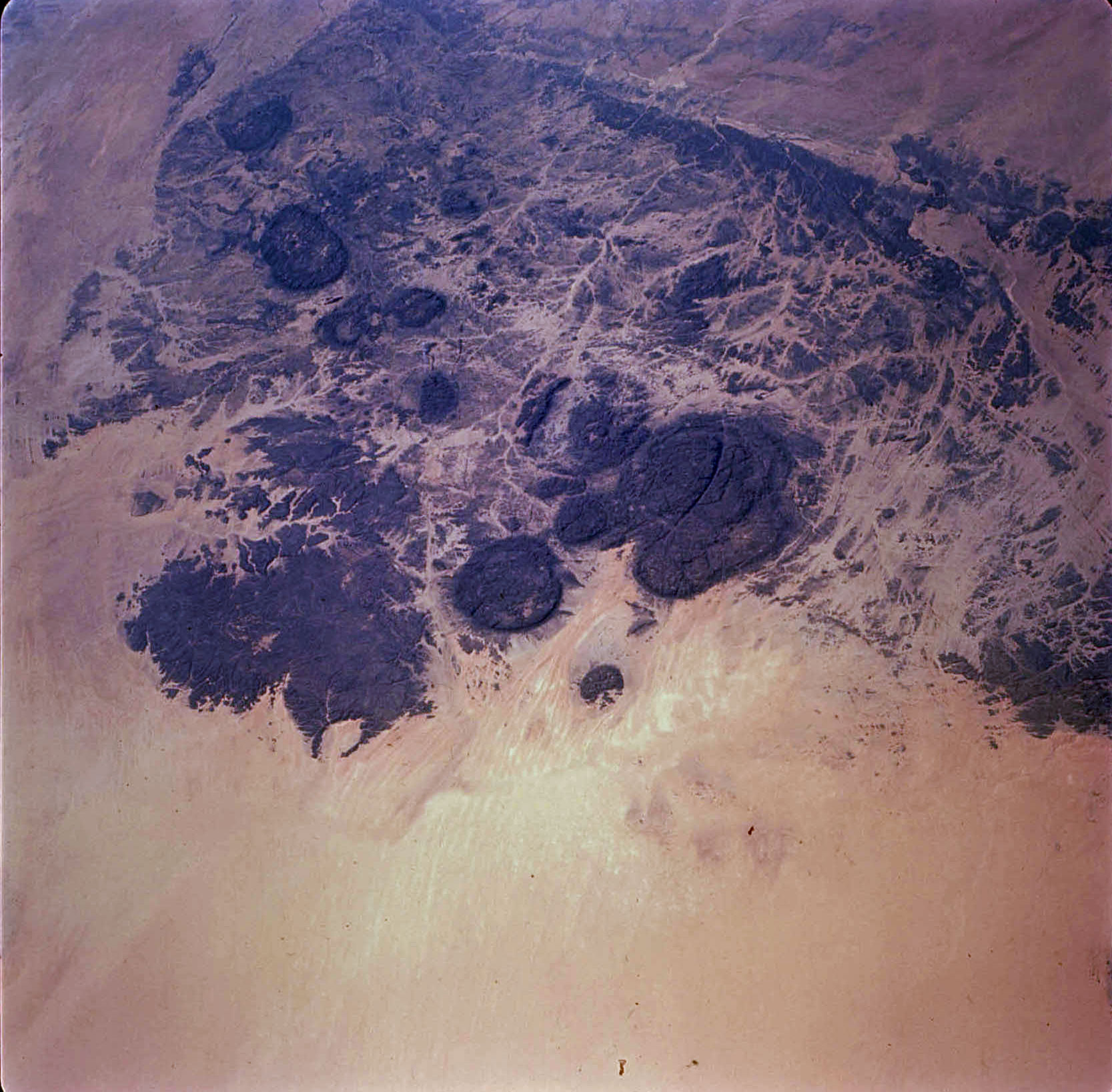
Satellitenaufnahme des Aïr-Gebirges

- Der Pharusische Gürtel schließt südlich an den Antiatlas-Gürtel an und reicht von Algerien bis Niger mit einer Länge von ca. 800 km. Er bildete sich anfänglich ab ca. 1000 mya während einer kontinental/marinen Grabenbruchphase zwischen den zentralen und westlichen Terranen des Tuareg-Schildes[10] und dem Westafrika-Kraton. Daraus entstand um 900 mya der Pharusische Ozean, der sich ab 800 mya wieder zu schließen begann. Dieser Gürtel wird aufgeteilt in einen östlichen und einen westlichen Ast mit unterschiedlicher geologischer Prägung. Der östliche Ast entwickelte sich zwischen den zentralen und westlichen Terranen des Tuareg-Schildes, während der westliche Ast zwischen den westlichsten Terranen des Tuareg-Schildes und dem Westafrika-Kraton entstand. Der Tuareg-Schild besteht aus dem zentralen Ahaggar (Hoggar) in Algerien, dem südwestlichen Adrar des Adrar des Ifoghas in Mali, dem südöstlichen Aïr in Niger. Die Terrane im östlichen Gürtelast Ahaggar (Hoggar) wurden während eines Subduktions- und Kompressionsregimes zwischen 690 und 650 mya massiv tektonisch überprägt und bis 523 mya von voluminösen Intrusionen durchdrungen. Der westliche Gürtelast bildete sich in der heutigen Region Adrar des Ifoghas. Mit fortschreitender Subduktion des Pharusischen Ozeanbodens kollidierten zwischen 630 und 600 mya die magmatischen und sedimentären intra-ozeanischen Krusteneinheiten mit dem Rand des Westafrika-Kratons.

Durch das Hoggar-Gebirge verläuft die Kandi Shear Zone bis zum Dahomeyides-Gürtel, wo er in Nordbrasilien an das Transbrasiliano Lineament anschließt (auch → Transbrasiliano Lineament).

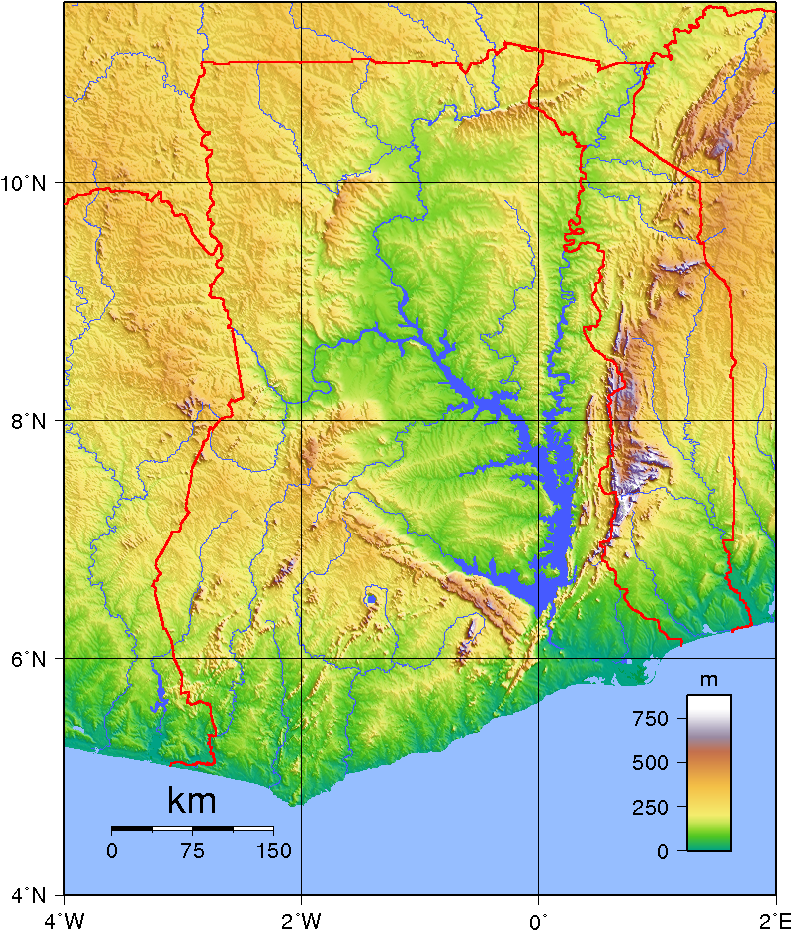
Topographie Ghanas mit dem Volta-Becken, dem Volta-Stausee und dem Togo-Atakora-Gebirges im Osten

- Der Dahomeyide-Gürtel schließt südlich an den Pharusischen Gürtel an und verläuft vom südöstlichen Rand des Westafrika-Kraton und der westlichen Zone des Togo-Benin-Nigeria-Schildes. Die Aufschlüsse des Gürtels treten Westen von Nigeria, im Osten von Ghana, in Togo und in Benin auf, wo er am Golf von Guinea mit der Bucht von Benin zu Tage tritt und im Südatlantik ausläuft. Die geologisch-tektonische Evolution verlief ähnlich derjenigen des Pharusische Gürtels. Ab 780 mya bildete sich ein Inselbogenkomplex am aktiven Rand des Togo-Benin-Nigeria-Schildes. Von 620 bis 610 mya waren der Ozeanboden subduziert, und der Westafrika-Kraton, der Inselbogenkomplex und der Togo-Benin-Nigeria-Schild kollidiert. Zwischen 610 und 580 mya wurden subduzierte Gesteine unter Krustenverdickung und -aufwölbung exhumiert. Der Dahomeyide-Gürtel kann bis in die Borborema-Provinz im heutigen Bundesstaat Paraíba im Nordosten Brasiliens nachvollzogen werden.

#### Nordwestafrikanische Gürtel

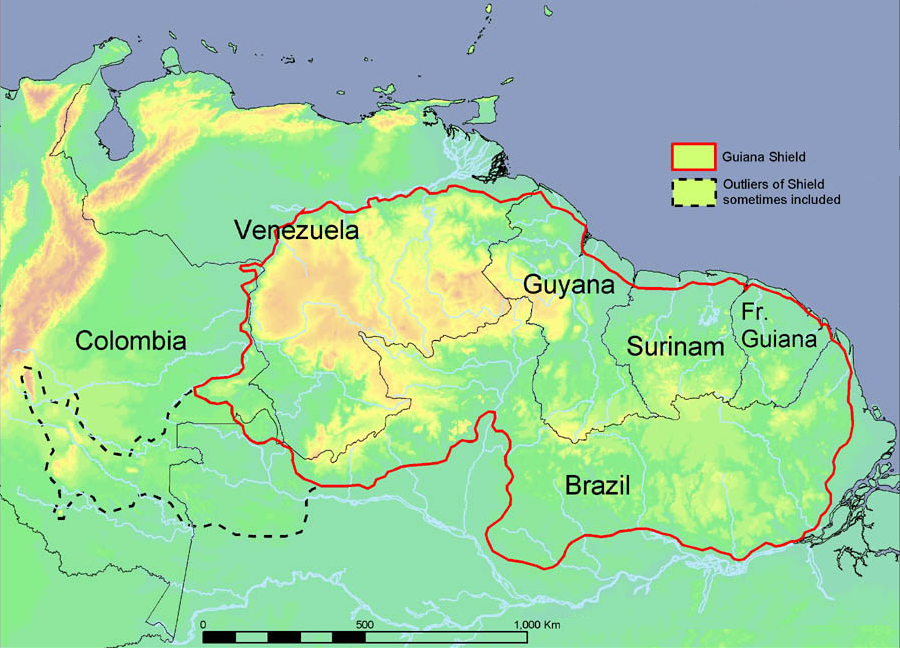
Übersichtskarte vom Guyana-Schild

Im Nordwestafrikanischen Gürtel werden die Mauritanide-, Bassaride- und Rokelide-Gürtel zusammengefasst. Sie bilden am westlichen Rand des Westafrika-Kratons eine bogenförmige Gebirgskette und erstreckt sich vom Anschluss an den marokkanischen Antiatlas über Mauretanien bis Liberia. Die Evolution der Gürtel begann ab etwa 850 mya mit Bildung eines Grabenbruchsystems, das sich um 660 mya mit Bildung des Mauritanide-Gürtels wieder schloss. In einem weiteren Dehnungsregime bildeten sich zwischen 610 und 550 mya die Bassaride- und Rokelide-Gürtel. Der Rokelide-Gürtel wurde zwischen 550 und 500 mya infolge der Kollision des südamerikanischen Guyana-Schild mit dem Reguibat-Schild aufgefaltet. Im Mauritanide-Gürtel ereigneten sich von 530 bis 480 mya weitere tektono-thermische Prozesse.

#### Mittelwestafrikanische Gürtel

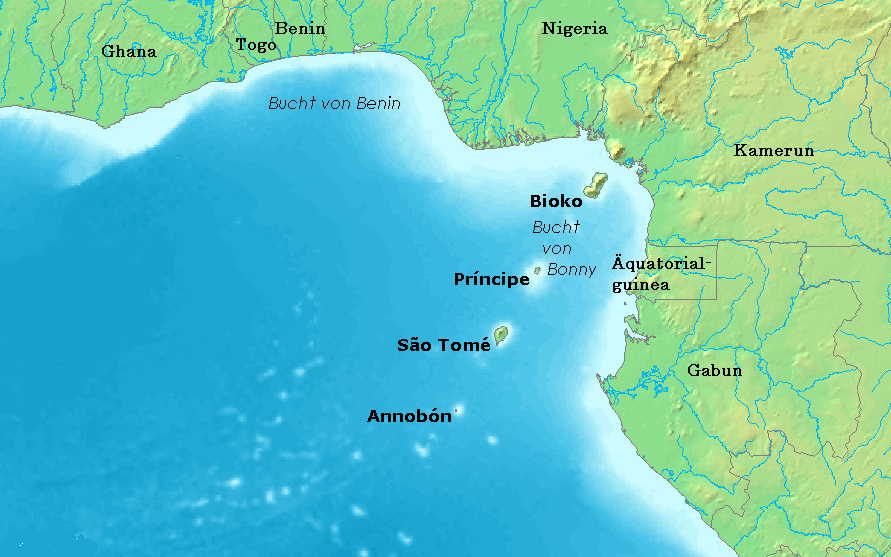
Lage vom Golf von Guinea
Verlauf der Central African Shear Zone

- Der Zentralafrikanische Gürtel erstreckt sich vom Golf von Guinea am Westatlantik bis zum Sudan. Er bildete sich zwischen dem nördlichen Rand des Kraton Kongo-SF und dem südwestlichen Bereich des Togo-Benin-Nigeria-Schildes. Neoproterozoische Gesteinspakete im südlichen Gürtelbereich wurden hochgradig metamorph überprägt, von denen angenommen wird, dass sie sich in einer kontinentalen Kollisionszone gebildet haben und über den Kongo-SF-Kraton geschoben wurden. Durch den zentralen und nördlichen Gürtelbereich verläuft die Central African Shear Zone (CASZ)[39], die sich bis zum Hochland von Adamaua nachverfolgen lässt. Der Zentralafrikanische Gürtel korreliert mit Strukturen der brasilianischen Borborema-Provinz, durch die u. a. das Pernambuco Lineament verläuft. Diese kann als Verlängerung der CASZ angesehen werden.
- Der Westkongo-Gürtel[40] erstreckt sich ca. 1400 km lang von Gabun bis Nord-Angola leicht bogenförmig entlang der südafrikanischen Ostatlantikküste. Er entstand durch Grabenbruchbildung zwischen 1.000 und 900 mya am westlichen Rand des Kratons Kongo-SF. Es folgte die Bildung eines Vorlandbeckens zwischen 900 und 570 mya. Die östlichen Strukturen wurden als ozeanische Krusten auf den Kongo-SF-Kraton geschoben. Im Westen überlagert ein allochthoner paläo- bis mesoproterozoischer Schub- und Faltenstapel die östliche sedimentäre Vorlandsequenz. Zirkon-Körner weisen Alter von 800 bis 600 mya auf, die von syn- und post-orogenen Graniten abstammen. Diese kommen sowohl im Westkongo-Gürtel wie auch im brasilianischen Araçuai-Gürtel vor. Daraus wird geschlossen, dass der Westkongo-Gürtel der östliche Teil eines Orogensystems darstellt, deren westlicher Teil im Aracuai-Gürtel des heutigen São Francisco-Kratons wieder auftaucht.

### Brasiliano-Orogenese

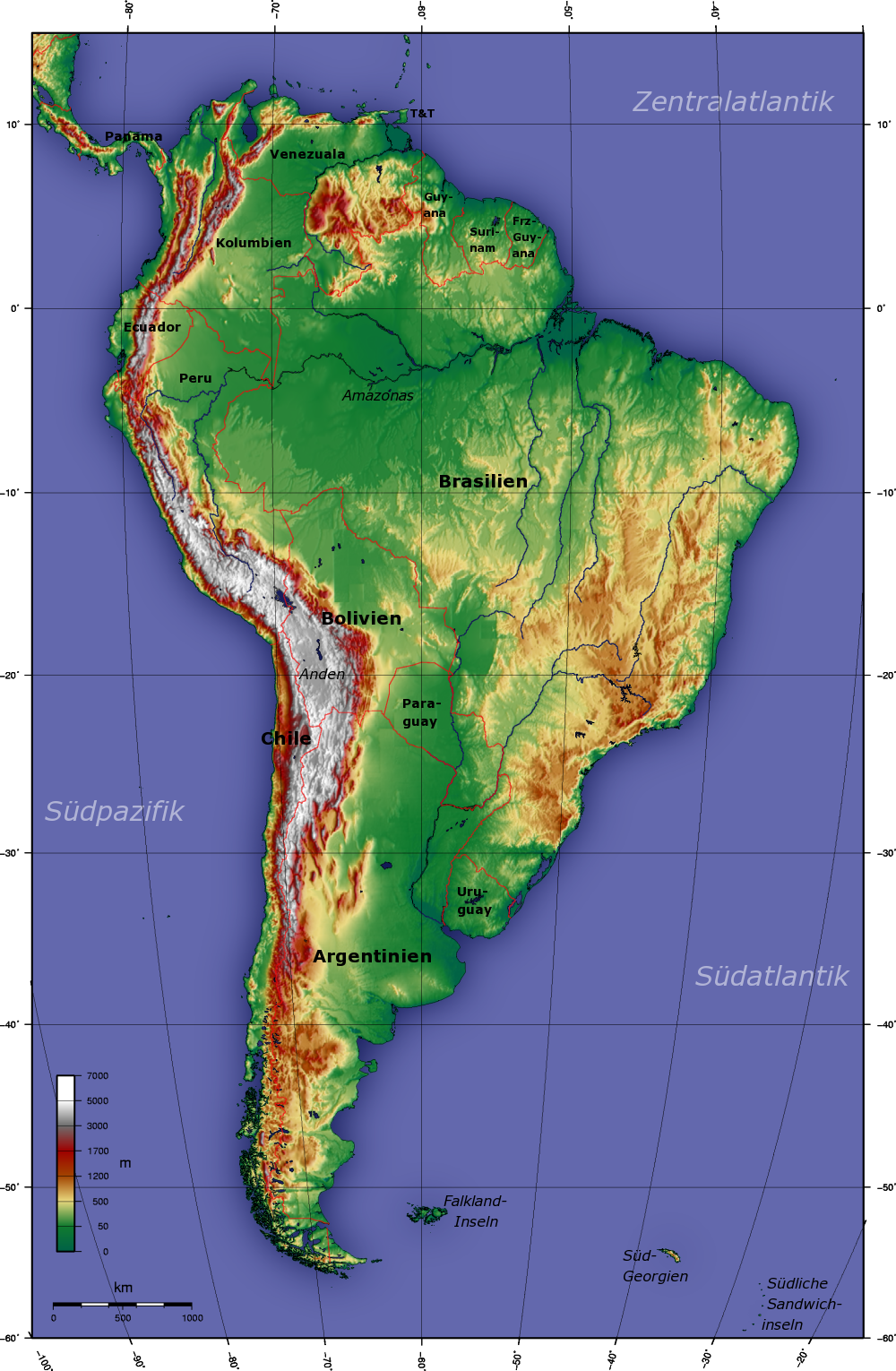
Topografie des heutigen Südamerikas

Die Brasiliano-Orogenese bezeichnet die Orogenesen im südamerikanischen Teil Westgondwans. Sie bildete sich in einen Zeitraum von ca. 1000 bis 480 mya und stand im direkten Zusammenhang mit der Pan-Afrikanischen Orogenese.
Während der Brasiliano-Orogenese bildeten sich mehrere geologischen Provinzen und Orogene, die sich in ihren Strukturen und Bildungsprozessen deutlich unterscheiden. Dabei wurden Ozeane und kontinentale aulakogene Grabenbrüche, welche nicht zu ozeanischen Spreizungszonen führten, geschlossen. Während dieser orogenen Phase entstand eine Vielzahl von Verwerfungen und Scherzonen. Die wohl bedeutendste ist das Transbrasiliano Lineament bzw. die Transbrasiliano Fault. Sie durchquert Südamerika von Südwest nach Nordost und repräsentiert die Geosutur bzw. Kollisionszone des Amazonia-Kratons einerseits mit den Rio de la Plata- und Kongo-SF-Kratonen andererseits unter Schließung des Goiás-Ozeans.
Das Transbrasiliano Lineament setzt sich auf der afrikanischen Seite als Kandi Shear Zone fort. Beide zusammen werden als Transbrasiliano-Kandi Lineament oder Transbrasiliano-Kandi tectonic corridor bezeichnet. Dieser war ein signifikanter tektonischer Bereich für die Formierung Westgondwanas.
- Die Borborema-Provinz[43], bzw. das Borborema Plateau oder auch die Serra da Borborema, erstreckt sich im Nordosten Brasiliens am nördlichen Rand des Kongo-SF-Kratons. Sie besteht aus einer Vielzahl unterschiedlicher Terrane, orogener Gürtel, Inselbogen-Komplexe und Massive, die von mehreren Verwerfungen und Scherzonen durchzogen sind. Eine davon ist das Pernambuco Lineament[44], die ihre Fortsetzung in der afrikanischen Central African Shear Zone hat. Vulkano-sedimentäre sowie calciumcarbonatische dominieren das Deckgebirge. Die ältesten Gesteine haben ein Alter um ca. 3450 mya und bilden das São Jose´do Campestre Massif[45]. Sie sind das älteste Krustenterran in Südamerika. Zwischen 640 und 540 mya kollidierte die Borborema-Provinz mit dem Westafrika-Kraton, dem Amazonia-Kraton und dem Kongo-SF-Kraton unter Schließung der Ausläufer des afrikanischen Pharusischen Ozeans. Es ist wahrscheinlich, dass geologische Einheiten der Borborema-Provinz mit denjenigen im afrikanischen Benin-/Nigeria-Schild vom Westafrika-Kraton korrelieren[46] (siehe auch → Dahomeyide-Gürtel).
- Die Tocantins-Provinz[47] erstreckt sich im brasilianischen Bundesstaat Tocantins am westlichen Rand des heutigen Kratons São Francisco in Zentralbrasilien. Die Entwicklung dieser geologischen Provinz steht im Zusammenhang mit der Schließung des Goianides-Ozeans zwischen den Kratonen Rio de la Plata und Kongo-SF von 930 bis 600 mya. Sie besteht aus mehreren magmatischen Inselbogen-Terranen, Orogenen und vulkano-sedimentären Sequenzen. Zu den bedeutendsten Inselbogen-Terranen zählt der Goiás-Inselbogenkomplex, der durch das archaische Goiás-Massiv getrennt wird. Die zwei Sektoren des Goiás-Inselbogens waren in hohem Maße von Blattverschiebungen des Transbrasiliano-Kandi Lineaments[42] betroffen. Diese durchläuft den größten Teil Südamerikas und reicht bis nach Afrika, wo es das Kandis-Linenament bildet. Die bedeutendsten Orogene in dieser Provinz sind der Araguaia-Gürtel, der Brasilia-Gürtel und der Paraguay-Gürtel.
  - Der Araguaia-Gürtel[48] erstreckt er sich im Nordosten Brasiliens etwa zwischen der Insel Marajó im Mündungsdelta des Amazonas und dem Südosten des Bundesstaates Pará. Geologisch gesehen liegt er zwischen den heutigen östlichen Bereichen des Amazonas-Kratons und den westlichen Flanken des São Francisco-Kratons. Er stellt den westlichen Gürtel innerhalb der Tocantins-Provinz dar und besteht aus einer äußeren Zone sedimentärer Gesteinsablagerungen kontinentaler Herkunft sowie Fragmenten von Ozeanbodenkrusten. Die innere Zone enthält lange, steile Aufwölbungen aus archaischen Grundgebirgsgesteinen, umgeben von Metasedimenten. Das Alter der Sedimente datiert von 582 bis 420 mya. Dieser Gürtel stand ursprünglich mit den afrikanischen Mauritanide–Bassaride–Rokelide Gürteln in Verbindung.
  - Der Brasilia-Gürtel[49] erstreckt sich etwa zwischen den Orten Dianópolis im Bundesstaat Tocantins und Fortuna de Minas im Bundesstaat Minas Gerais. Er bildet den östlichen Gürtel der Tocantins-Provinz. Er schließt mit dem Goiás-Strukturen südöstlich an den Araguaia-Gürtel an und verläuft am westlichen Rand des São Francisco-Kratons. Seine Lithostratigraphie besteht aus einem archaisch-paläoproterozoischen Grundgebirgsterran, einer zentralen, sedimentären tektonischen Decke, dem Goiás-Massiv und magmatischen Goiás-Inselbogen-Komponenten. Während der Kollision der Paranapanema-Mikroplatte, des Goiás-Massivs sowie der Goiás-Inselbögen wurden sie zwischen 640 und 610 mya gegen den westlichen Passivrand des Kratons Kongo-SF geschoben.
  - Der Paraguay-Gürtel[50] erstreckt sich als schmaler Streifen mit seinem südlichen Ast etwa von der paraguayischen Stadt Itapucumí im Verwaltungsbezirk Concepción und seinem nördlichen Ast bis zur Stadt Nova Xavatina im brasilianischen Bundesstaat Mato Grosso. Der westliche Ast reicht etwa bis zum Ort Sunsas im östlichen Bolivien. Der Gürtel entwickelte sich zwischen 800 und 485 mya an passiven Rändern der Kratone Amazonas und Rio de la Plata sowie der Paranapanema-Mikroplatte in drei marin beeinflussten Becken, die von einer Art Triple Junction ausgingen. Es kamen überwiegend Vulkano-Siliziklastika, Konglomerate und calciumcarbonatische Sedimente zur Ablagerung.
- Die Mantiqueira-Provinz[51] erstreckt sich vom südlichen Bereich des brasilianischen Bundesstaates Bahia entlang dem Südosten Südamerikas bis zur uruguayischer Stadt Montevideo. Geologisch sind es die östlichen Flanken der heutigen Sao Francisco- und des Rio de La Plata-Kratone sowie des Paranapanema-Blocks. Diese Provinz besteht aus dem nördlich liegenden Araçuaí-Gürtel, dem südlich anschließenden Ribeira-Gürtel und dem folgenden Dom Feliciano-Gürtel.
  - Der Araçuaí-Gürtel[52] erstreckt sich an dem typisch golfähnlichen südöstlichen Randbereich des heutigen São Francisco-Kratons etwa zwischen den Einflussgebieten der Flüsse Rio Doce und Jequitinhonha. Er besteht aus mehreren archaischen bis paläoproterozoischen Granit- und Gneiskomplexen, die wahrscheinlich aus ozeanischen basaltischen Ausgangsgesteinen und Inselbogen-Terranen entstanden, und einer metavulkano-sedimentären Gesteinseinheit, welche aus marin beeinflussten Grabenbrüchen bzw. einem kleinen Ozean und passiven Rändern des Kratons Kongo-SF stammten. Die Orogenphase dauerte von 630 bis 480 mya. Das Araçuaí-Orogen hat seine geologische Entsprechung im afrikanischen Kongo-Gürtel. Sie stellen ein zusammenhängendes Orogen dar, das durch den Kraton Kongo-SF entlang seiner nördlichen, westlichen und östlichen Ränder begrenzt wird. Südöstlich an den Araçuaí-Gürtel schließt der Ribeira-Gürtel an.

Intrusionen im Vale dos Frades/Rio de Janeiro
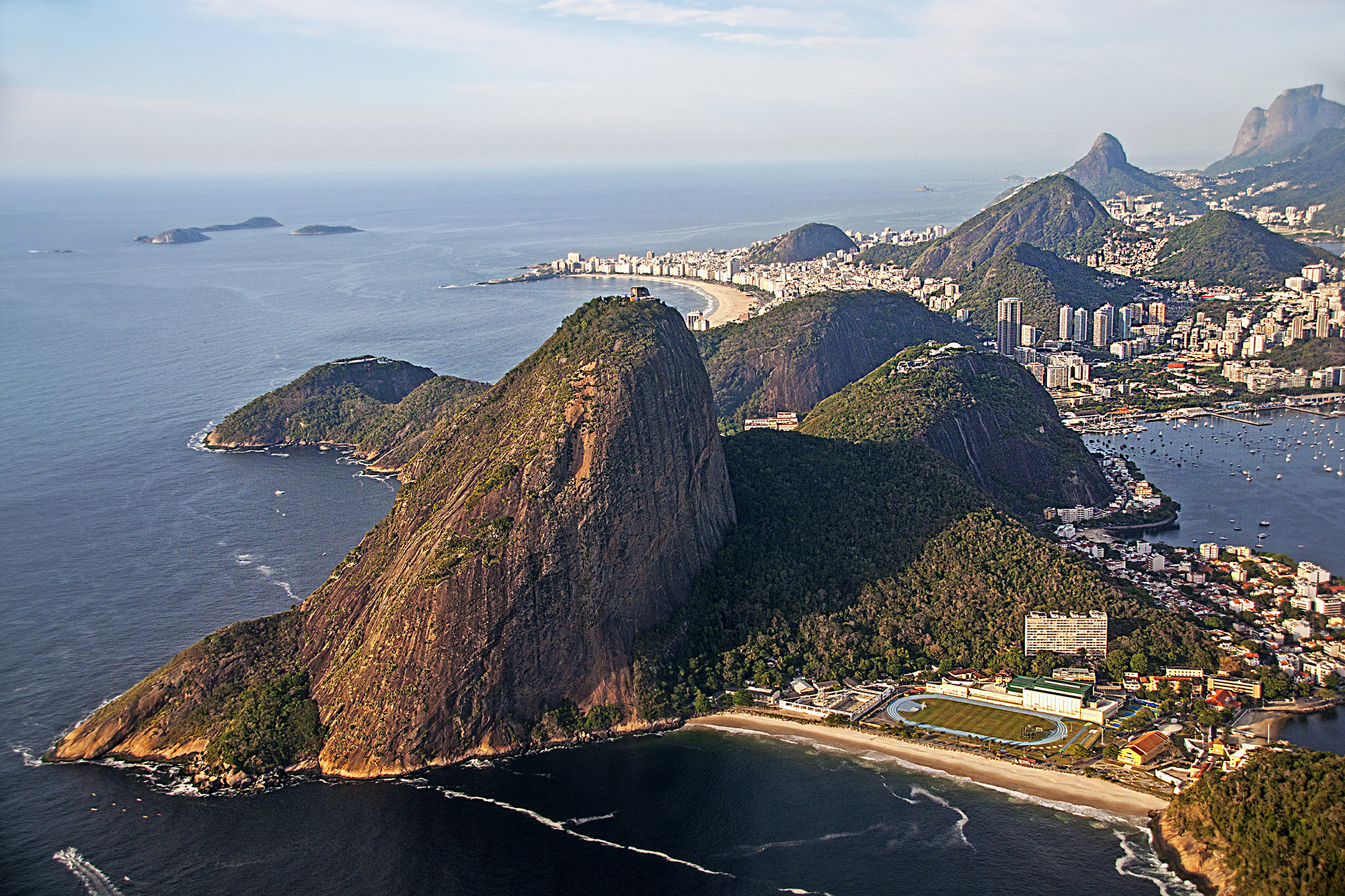
Zuckerhut, Morro da Urca und andere Intrusionen in der Guanabara-Bucht von Rio de Janeiro
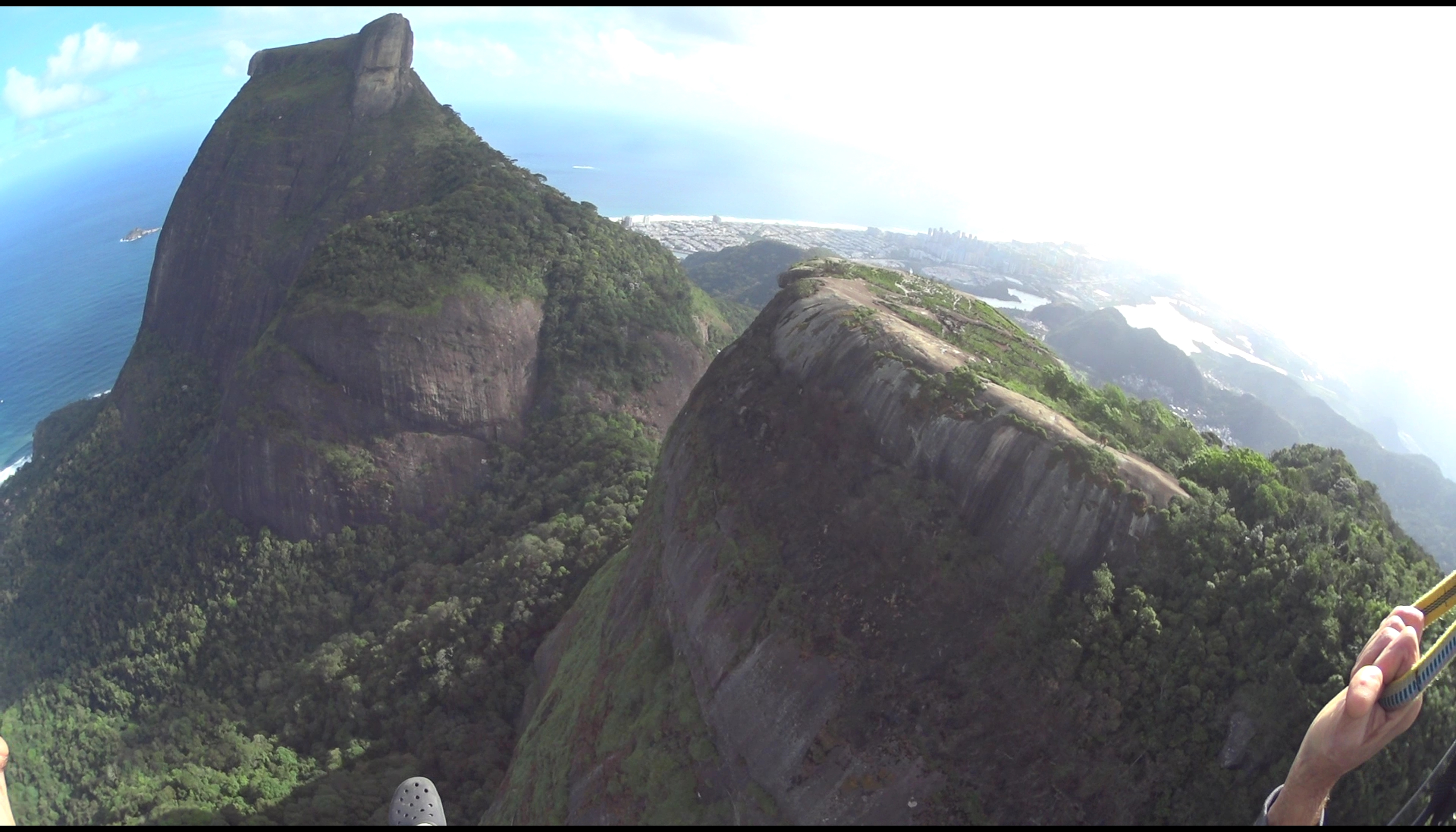
Intrusion Pedra Bonita/Rio de Janeiro
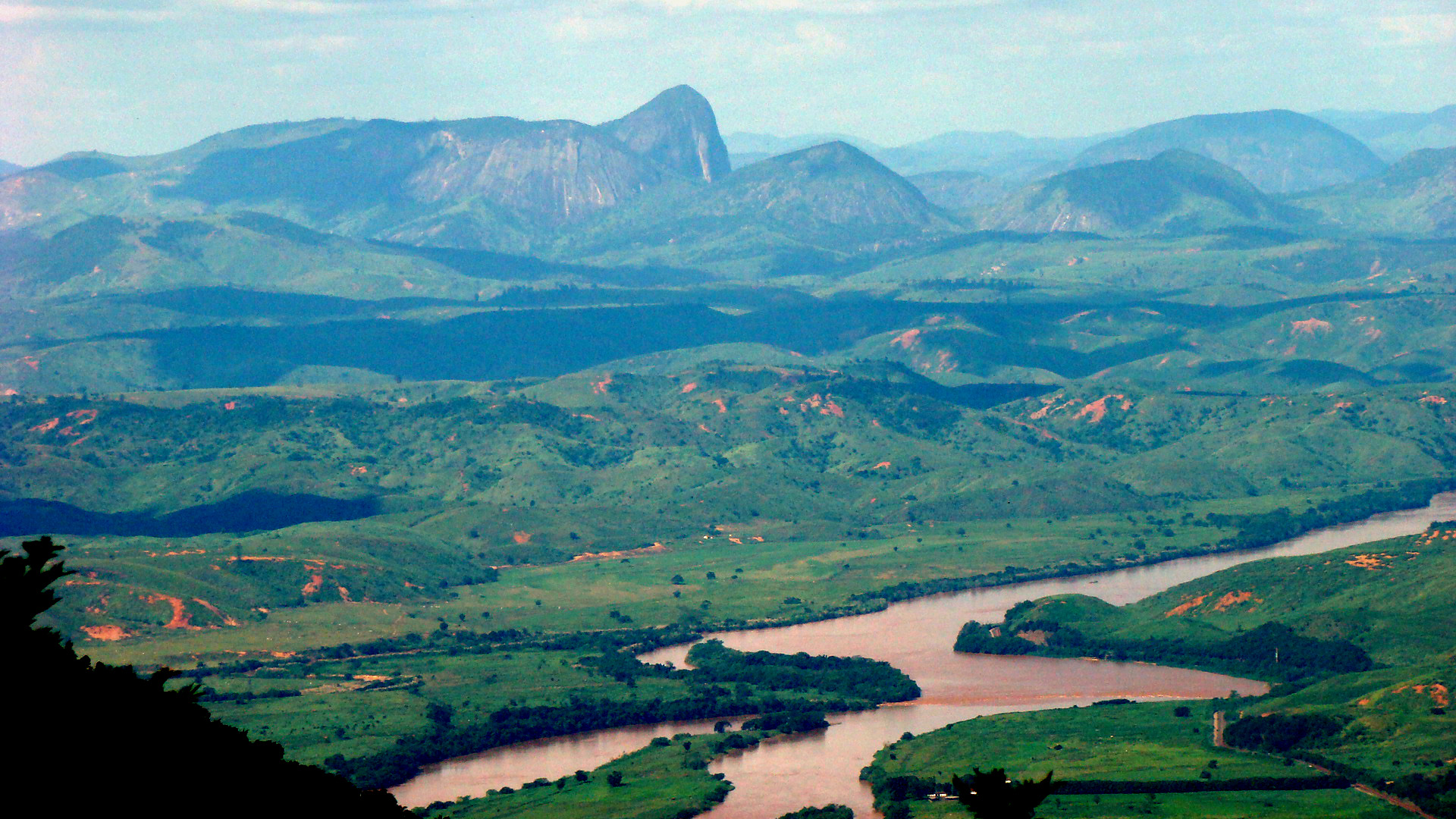
Gebirge im Vale do Rio Doce/Minas Gerais
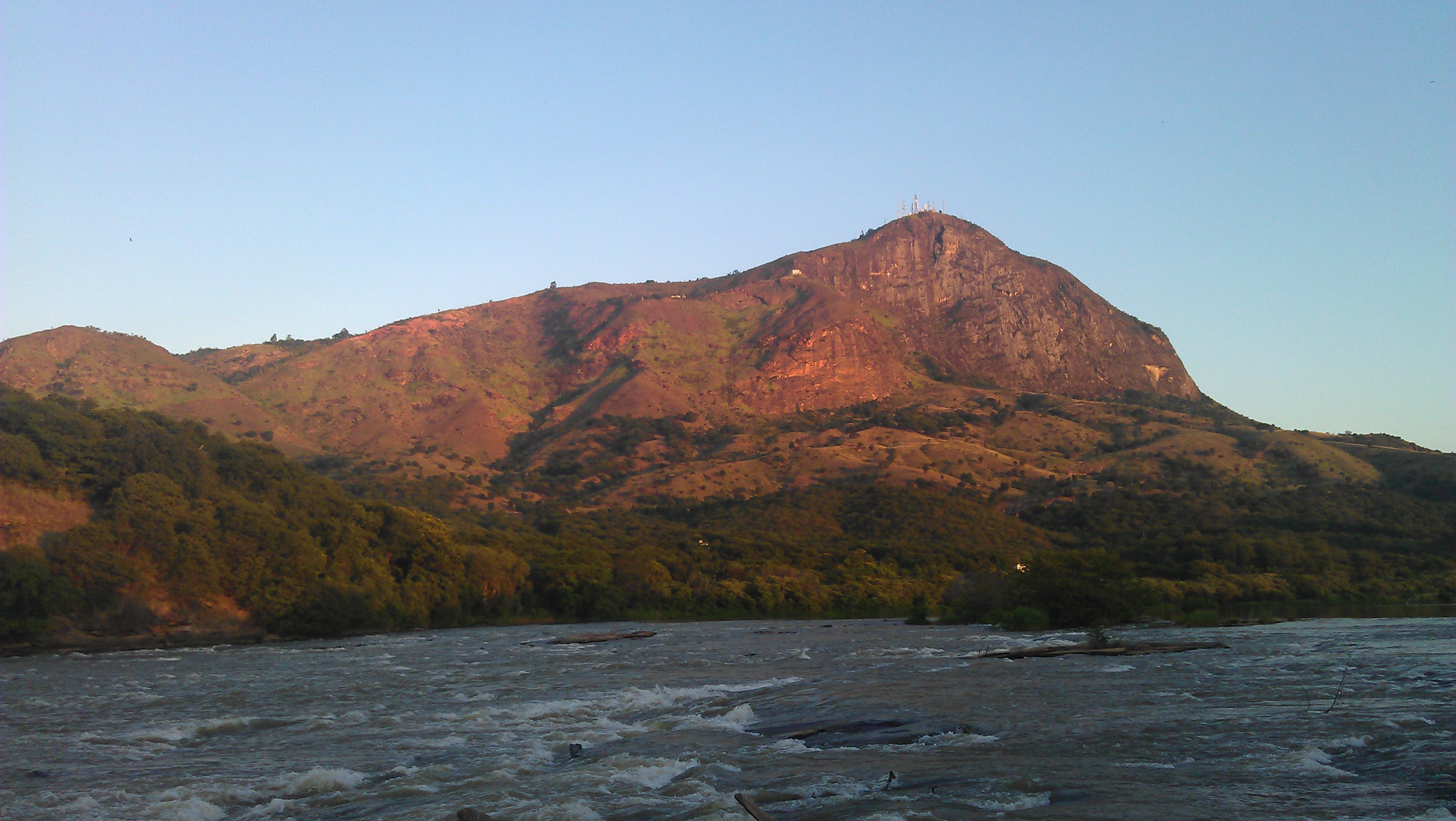
Intrusion Ibituruna/Minas Gerais
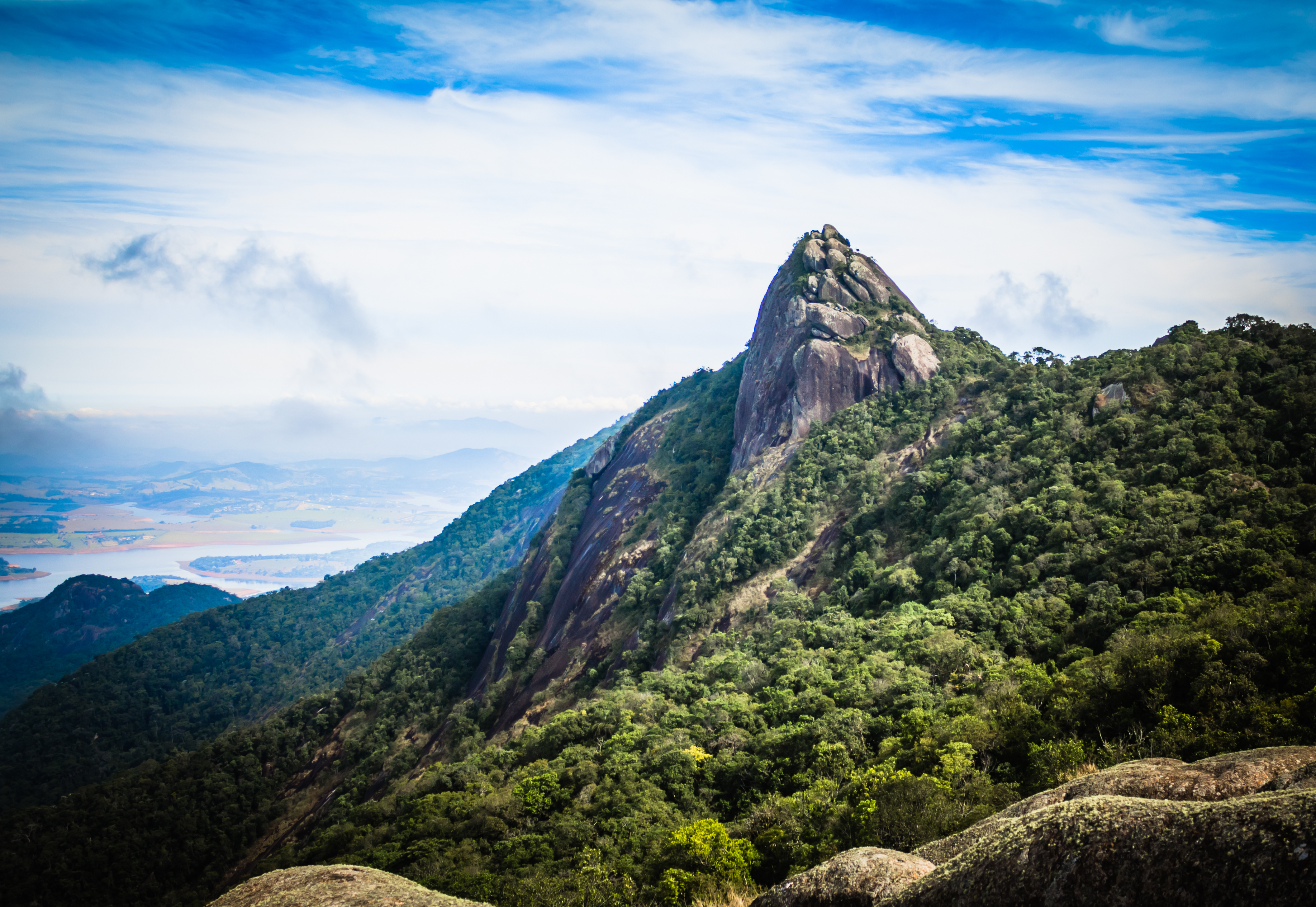
Intrusion Pico do Lopo in der Serra do Lopo/Minas Gerais
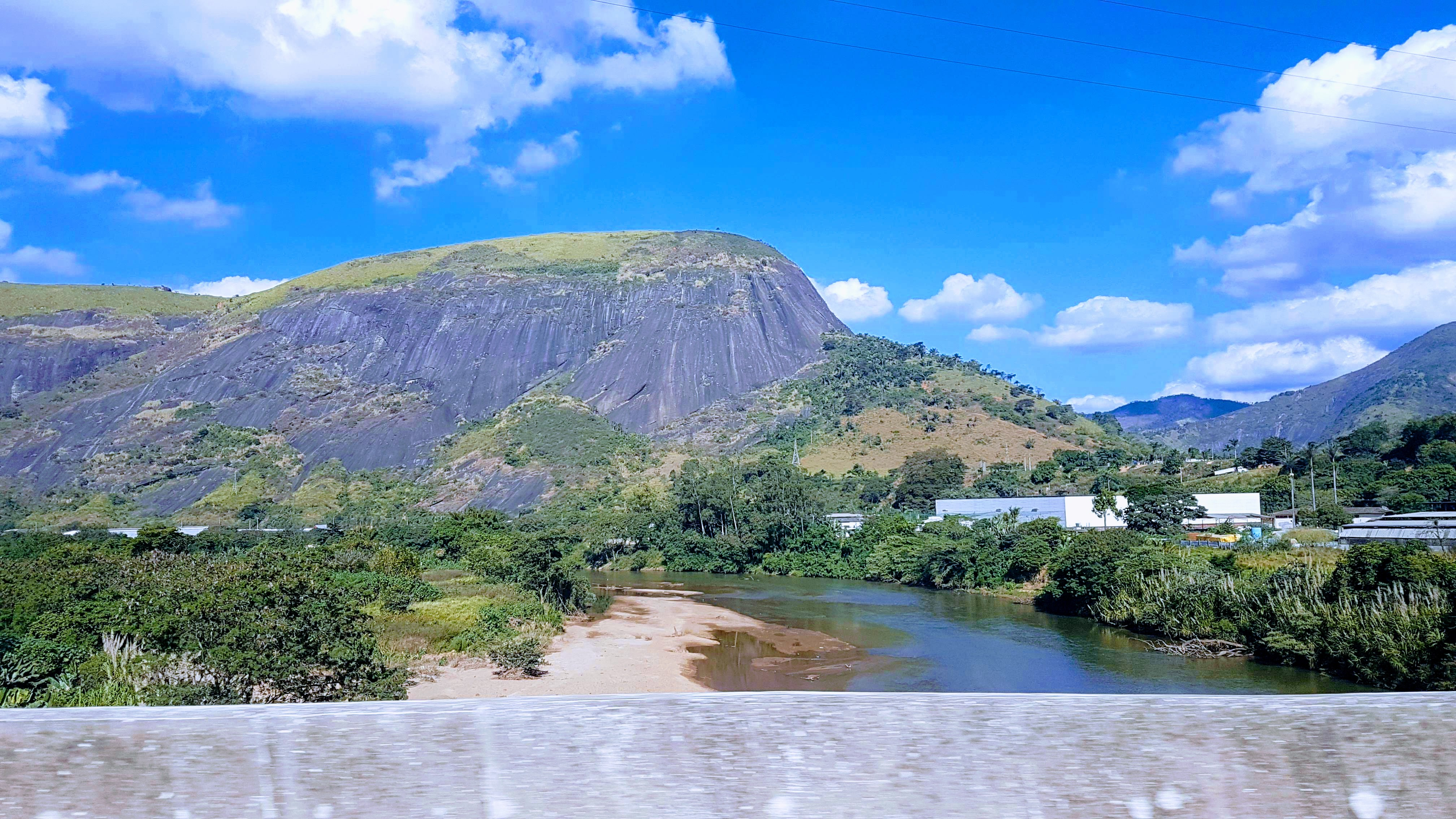
Intrusion Baratinha bei der Stadt Timóteo/Minas Gerais

- - Der Ribeira-Gürtel[53] erstreckt sich am südlichen Randbereich des heutigen São Francisco-Kratons etwa entlang der brasilianischen Bundesstaaten Minas Gerais, Rio de Janeiro, São Paulo bis nach Paraná. Der Gürtel entwickelte sich während der Schließung des südlichen Adamastor-Ozeans mit Akkretionen bzw. Kollisionen von vier tektono-stratigraphischen Terranen an den südöstlichen Rändern der zuvor gebildeten Brasilia- und Araçuaí-Gürtel. Die Akkretionen erfolgte in den Zeiträumen 590 bis 560 mya mit einem Peak um 580 mya und 520 bis 510 mya. Begleitet waren diese Kollisionsprozesse von Intrusionen mächtiger Granitoide. Anschließend trat zwischen 510 und 480 mya eine post-orogene Phase ein, die den Übergang zu einem extensionalen Regime mit Ausbildung von mehreren unterschiedlich ausgeformten granitischen Körpern markierte. Charakteristisch sind die magmatischen Eruptivstöcke, wie z. B. der Zuckerhut in der Guanabara-Bucht/Rio de Janeiro oder die Intrusion Baratinha bei der Stadt Timóteo/Minas Gerais. Der Ribeira-Gürtel stand ursprünglich mit dem afrikanischen Kaoko-Gürtel tektonisch in Verbindung.
  - Der Dom Feliciano-Gürtel[54] erstreckt sich vom Nordosten der brasilianischen Bundesstaaten Santa Catarina und Rio Grande do Sul bis zu Punta del Este im uruguayischen Departamento Maldonado. Er enthält eine unterschiedliche Ansammlung von ozeanischen Krustenterranen und kontinentalen Fragmenten und entstand sich zwischen dem Rio de la Plata-Kraton mit der Nico Perez-Mikroplatte und den Kratonen Kongo-SF und Kalahari. Zwischen den beiden südamerikanischen Kontinentalplatten lag der Charrua-Ozean, während der Adamastor-Ozean die afrikanischen von den südamerikanischen Landmassen trennte. Die orogene Entwicklung erfolgte in mehreren Phasen: In der ersten schloss sich zwischen 890 und 680 mya der Charrua-Ozean unter Bildung von Inselbogen-Strukturen und Krusten an aktiven Rändern der Paranapanema-Mikroplatte. Die Schließung des Adamastor-Ozeans führte zur Kollision des Kratons Rio de la Plata und der Nico Perez-Mikroplatte mit den afrikanischen Kratonen, was zur Krustenverdickung sowie dem Aufstieg von massiven Batholithen führte, wie z. B. der Pelotas Batholith[55]. Dessen Intrusion erstreckt sich mit einer Länge von ca. 350 km und einer Breite bis zu 110 km im brasilianischen Bundesstaat Rio Grande do Sul. Er entstand zwischen 630 und 550 mya. Während der letzten Phase des Dom Feliciano-Gürtels entwickelten sich von 590 bis 500 mya in einem Dehnungsregime weitere plutonische, vulkanische und sedimentäre Einheiten, verbunden mit einem Orogenkollaps. Der Dom Feliciano-Gürtel findet sein geologisches Pendant im afrikanischen Kaoko-Gürtel, Damara-Gürtel und Gariep-Gürtel und im südlich anschließenden Saladina-Gürtel.

## Zerfall Westgondwanas

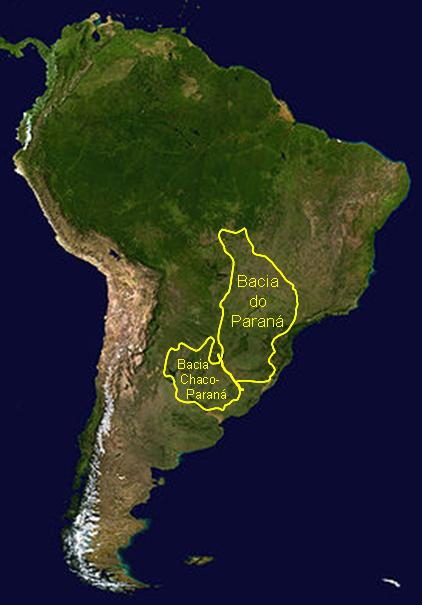
Lage des südamerikanischen Paraná-Beckens
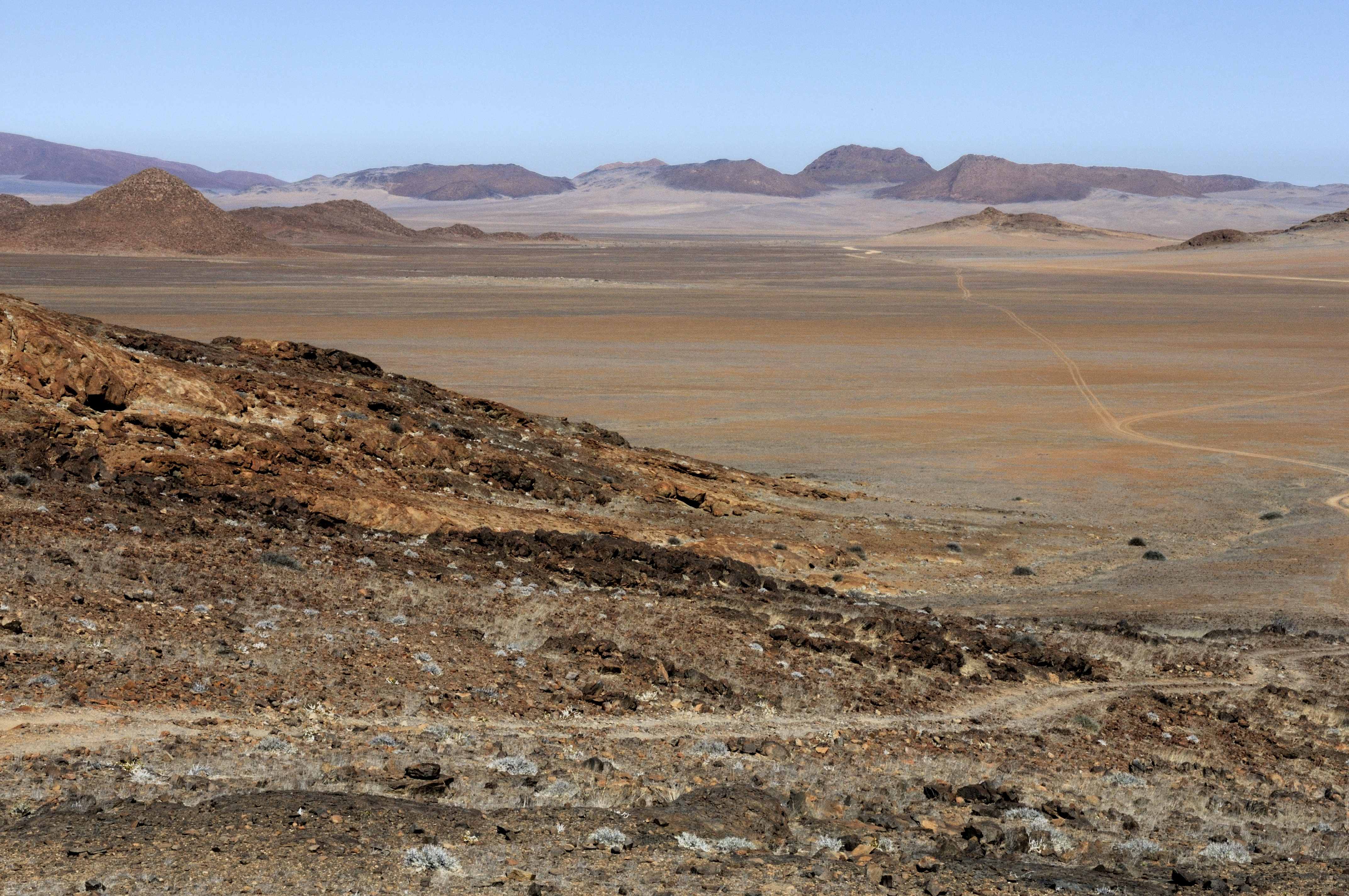
Caldera des afrikanischen Messum-Kraters
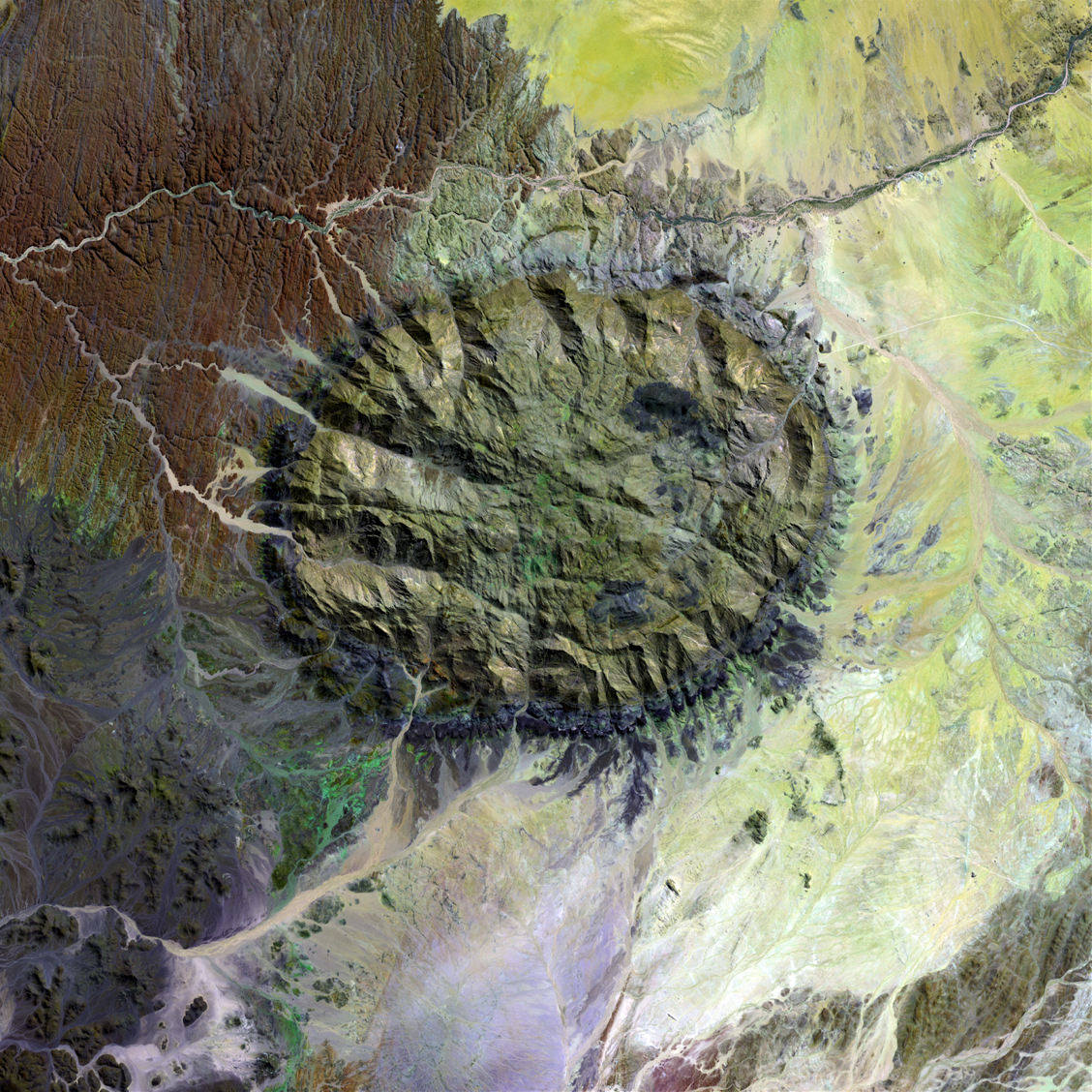
Satellitenaufnahme des afrikanischen Brandbergmassivs
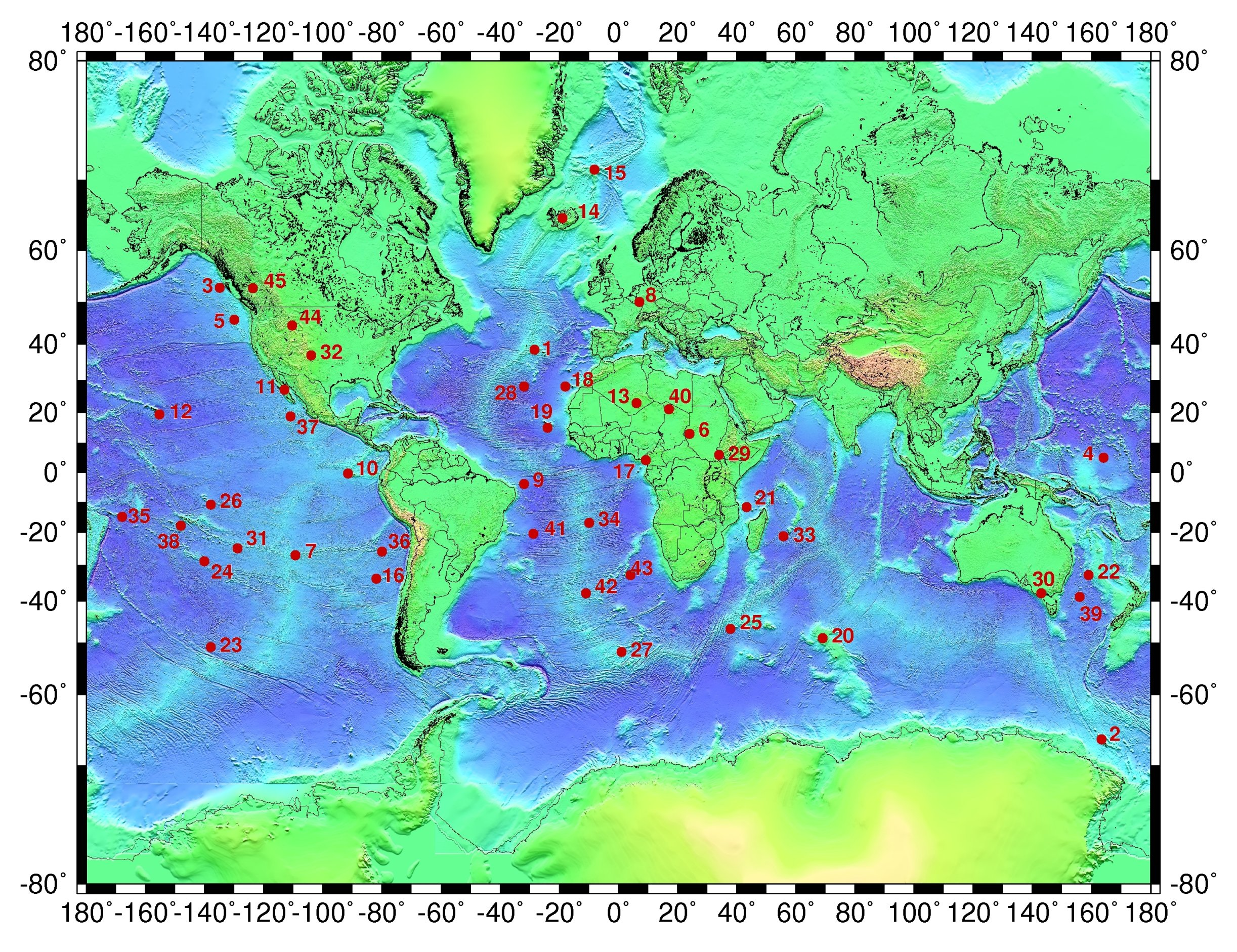
Vorkommen von Hotspots mit dem Vitória-Trindade-Hotspot, als 41 markiert
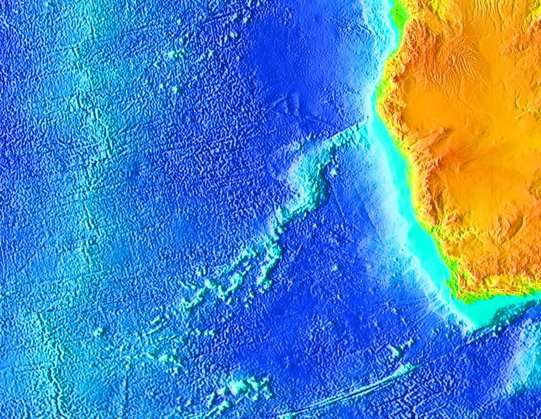
Lage des westafrikanischen Walfischrückens
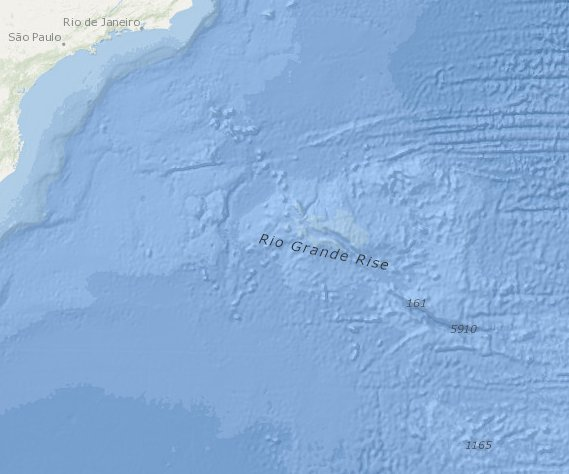
Lage des südamerikanischen Rio Grande Rise
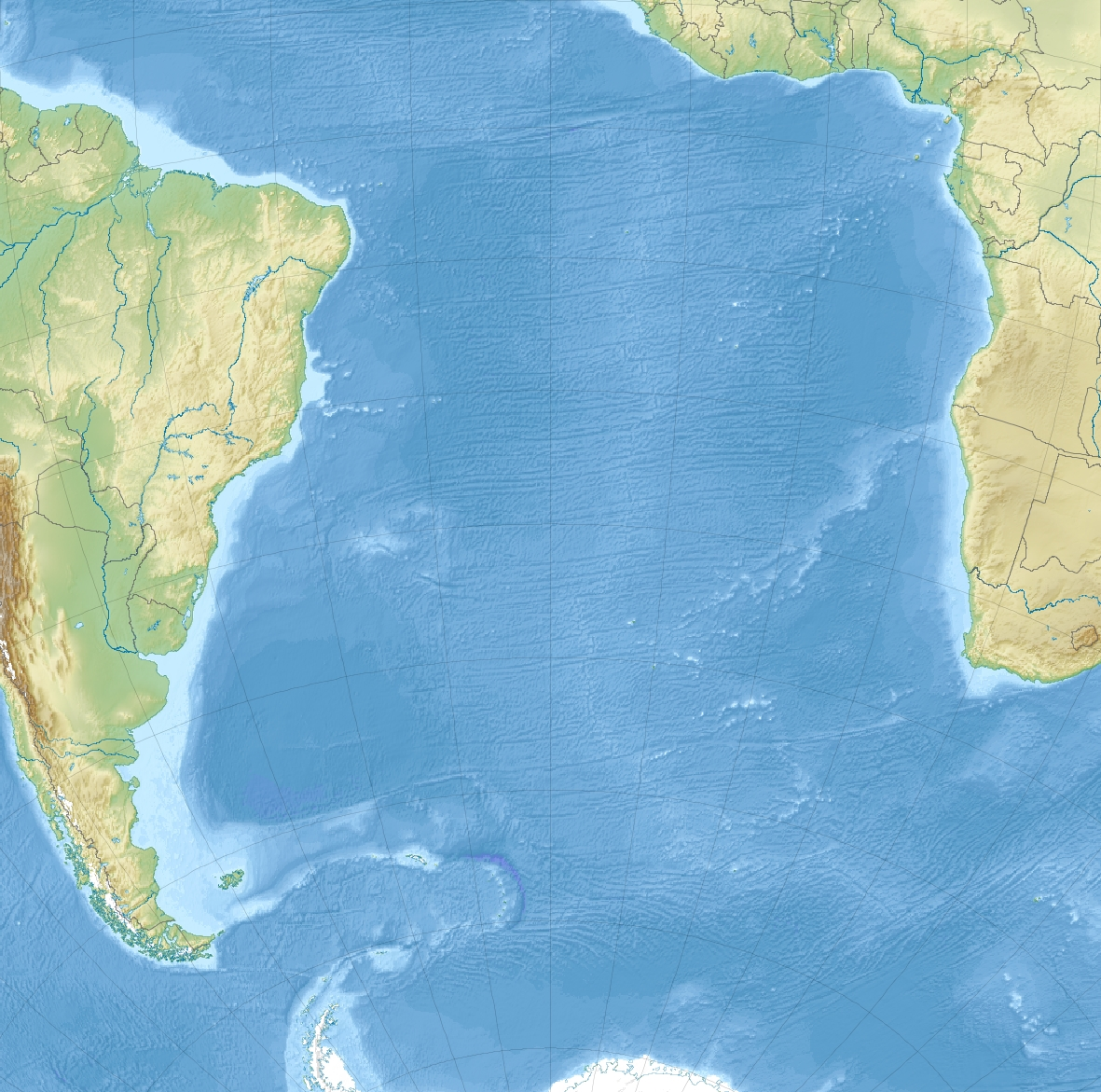
Reliefkarte des heutigen Südatlantiks

Der Zerfall Westgondwanas bedeutete vor allem die Trennung der afrikanischen und südamerikanischen Kontinentalblöcke. Ein aufsteigender Mantelplume erzeugte ab 138 mya im Nahtbereich zwischen diesen Kontinentalblöcken großräumige kontinentale Flutbasalte im südlichen Bereich des afrikanischen Kaoko-Gürtels und des brasilianischen Paraná-Beckens. Zusammen bilden sie die Paraná-Etendeka-Provinz, die als zweitgrößte globale Plateaubasalte gelten. Im Kaoko-Gürtel drangen zudem verschiedene Intrusionen ein, wie z. B. der 130 mya alte Messum-Krater und das Brandbergmassiv.
Ab 135 mya setzte Ozeanbodenspreizung ein, die auch die Trennung der Magmaprovinz bewirkte. Dadurch wurde die Öffnung des Südatlantiks eingeleitet, die bis 100 mya zur Trennung der beiden Kontinentalblöcke führte. Diese Spreizung ist noch heute dokumentiert in einer vulkanischen Hotspot-Kette auf dem Ozeanboden zwischen dem afrikanischen Walfischrücken (Walvis Ridge) und dem südamerikanischen Rio Grande Rise. Der Walfischrücken datiert um 114 mya, der Rio Grande Rise um 80 mya. Zwischen diesen entwickelt sich von 72 bis 19 mya altersprogressiv die Tristan and Gough hotspot-Spur.
Neben der Trennung der zuvor gebildeten orogenen Gürtel zwischen Afrika und Südamerika zerbrach auch die krustale Brücke zwischen dem São-Francisco-Kraton und dem Kongo-Kraton. Damit wurde aus dem Adamastor-Ozean der Südatlantiks, der auch den Westafrika-Kraton vom Amazonia-Kraton trennte.